# 1980
| [ Edytuj tabelę ]                                                | |
| Przewodniczący Rady Państwa                                      | - 1972 Henryk Jabłoński 1985 |
| Premier Polski                                                   | - 1970 Piotr Jaroszewicz 1980 - 1980 Edward Babiuch 1980 - 1980 Józef Pińkowski 1981                                                  |
| Prezydent Polski na uchodźstwie                                  | - 1979 Edward Bernard Raczyński 1986                                                                                                  |
| Premier rządu RP na uchodźstwie                                  | - 1976 Kazimierz Sabbat 1986 |
| I sekretarz KC PZPR                                              | - 1970 Edward Gierek 1980 - 1980 Stanisław Kania 1981                                                                                 |
| Prezydent Afganistanu                                            | - 1979 Babrak Karmal 1986 |
| Premier Afganistanu                                              | - 1979 Babrak Karmal 1981 |
| Przywódca Albanii                                                | - 1944 Enver Hoxha 1985 |
| Premier Albanii                                                  | - 1954 Mehmet Shehu 1981 |
| Prezydent Algierii                                               | - 1979 Szadli Bendżedid 1992 |
| Premier Algierii                                                 | - 1979 Mohamed Ben Ahmed Abdelghani 1984                                                                                              |
| Współksiążęta Andory                                             | - 1971 Joan Martí i Alanís 2003 - 1974 Valéry Giscard d’Estaing 1981                                                                  |
| Prezydent Angoli                                                 | - 1979 José Eduardo dos Santos 2017                                                                                                   |
| Król Arabii Saudyjskiej                                          | - 1975 Chalid ibn Abd al-Aziz Al Su’ud 1982                                                                                           |
| Prezydent Argentyny                                              | - 1976 gen. Jorge Rafael Videla 1981                                                                                                  |
| Premier Australii                                                | - 1975 Malcolm Fraser 1983 |
| Prezydent Austrii                                                | - 1974 Rudolf Kirchschläger 1986 |
| Kanclerz Austrii                                                 | - 1970 Bruno Kreisky 1983 |
| Premier Bahamów                                                  | - 1973 Lynden Pindling 1992 |
| Emir Bahrajnu                                                    | - 1971 Isa ibn Salman Al Chalifa 1999                                                                                                 |
| Premier Bahrajnu                                                 | - 1970 Chalifa ibn Salman Al Chalifa 2020                                                                                             |
| Prezydent Bangladeszu                                            | - 1977 Ziaur Rahman 1981 |
| Premier Bangladeszu                                              | - 1979 Shah Azizur Rahman 1982 |
| Premier Barbadosu                                                | - 1976 Tom Adams 1985 |
| Prezydent Birmy                                                  | - 1974 Ne Win 1981 |
| Premier Birmy                                                    | - 1977 Maung Maung Kha 1988 |
| Król Belgów                                                      | - 1951 Baudouin 1993 |
| Premier Belgii                                                   | - 1979 Wilfried Martens 1981 |
| Prezydent Beninu                                                 | - 1972 Mathieu Kérékou 1991 |
| Król Bhutanu                                                     | - 1972 Jigme Singye Wangchuck 2006 |
| Premier Bhutanu                                                  | - 1964 urząd zniesiony 1998 |
| Prezydent Boliwii                                                | - 1979 Lidia Gueiler Tejada 1980 - 1980 Luis García Meza Tejada 1981                                                                  |
| Prezydent Botswany                                               | - 1966 Seretse Khama 1980 - 1980 Quett Masire 1998                                                                                    |
| Prezydent Brazylii                                               | - 1979 João Baptista de Oliveira Figueiredo 1985                                                                                      |
| Sułtan Brunei                                                    | - 1967 Hassanal Bolkiah |
| Przywódca Bułgarii                                               | - 1954 Todor Żiwkow 1989 |
| Premier Bułgarii                                                 | - 1971 Stanko Todorow 1981 |
| Prezydent Burundi                                                | - 1976 Jean-Baptiste Bagaza 1987 |
| Premier Burundi                                                  | - 1978 urząd zniesiony 1988 |
| Prezydent Chile                                                  | - 1973 Augusto Pinochet 1990 |
| Przewodniczący ChRL                                              | - 1978 Ye Jianying 1983 |
| Premier Chin                                                     | - 1976 Hua Guofeng 1980 - 1980 Zhao Ziyang 1987                                                                                       |
| Prezydent Cypru                                                  | - 1977 Spiros Kiprianu 1988 |
| Prezydent Czadu                                                  | - 1979 Goukouni Oueddei 1982 |
| Premier Czadu                                                    | - 1979 urząd zniesiony 1982 |
| Prezydent Czechosłowacji                                         | - 1975 Gustáv Husák 1989 |
| Premier Czechosłowacji                                           | - 1970 Lubomír Štrougal 1988 |
| Król Danii                                                       | - 1972 Małgorzata II 2024 |
| Premier Danii                                                    | - 1975 Anker Jørgensen 1982 |
| Dalajlama                                                        | - 1940 Tenzin Gjaco |
| Prezydent Dominikany                                             | - 1978 Antonio Guzmán Fernández 1982                                                                                                  |
| Prezydent Dominiki                                               | - 1979 Fred Degazon 1980 - 1980 Aurelius Marie 1983                                                                                   |
| Premier Dominiki                                                 | - 1979 Oliver Seraphin (p.o.) 1980 - 1980 Eugenia Charles 1995                                                                        |
| Prezydent Dżibuti                                                | - 1977 Hasan Guled Aptidon 1999 |
| Premier Dżibuti                                                  | - 1978 Barkat Gourad Hamadou 2001 |
| Prezydent Egiptu                                                 | - 1970 Anwar as-Sadat 1981 |
| Premier Egiptu                                                   | - 1978 Mustafa Chalil 1980 - 1980 Anwar as-Sadat 1981                                                                                 |
| Prezydent Ekwadoru                                               | - 1979 Jaime Roldós Aguilera 1981 |
| Przewodniczący Wojskowej Rady Administracyjnej Etiopii           | - 1977 Mengystu Hajle Marjam 1987 |
| Przew. Komisji Europejskiej                                      | - 1977 Roy Jenkins (Wielka Brytania) 1980                                                                                             |
| Premier Fidżi                                                    | - 1970 Kamisese Mara 1987 |
| Prezydent Filipin                                                | - 1965 Ferdinand Marcos 1986 |
| Prezydent Finlandii                                              | - 1956 Urho Kekkonen 1981 |
| Premier Finlandii                                                | - 1979 Mauno Koivisto 1982 |
| Prezydent Francji                                                | - 1974 Valéry Giscard d’Estaing 1981                                                                                                  |
| Premier Francji                                                  | - 1976 Raymond Barre 1981 |
| Prezydent Gabonu                                                 | - 1967 Omar Bongo 2009 |
| Premier Gabonu                                                   | - 1975 Léon Mébiame 1990 |
| Prezydent Gambii                                                 | - 1970 Dawda Kairaba Jawara 1994 |
| Prezydent Ghany                                                  | - 1979 Hilla Limann 1981 |
| Prezydent Górnej Wolty                                           | - 1966 Sangoulé Lamizana 1980 - 1980 urząd zniesiony 1982                                                                             |
| Prezydent Grecji                                                 | - 1975 Konstandinos Tsatsos 1980 - 1980 Konstandinos Karamanlis 1985                                                                  |
| Premier Grecji                                                   | - 1974 Konstandinos Karamanlis 1980 - 1980 Jeorjos Ralis 1981                                                                         |
| Premier Grenady                                                  | - 1979 Maurice Bishop 1983 |
| Prezydent Gujany                                                 | - 1970 Arthur Chung 1980 - 1980 Forbes Burnham 1985                                                                                   |
| Premier Gujany                                                   | - 1964 Forbes Burnham 1980 - 1980 Ptolemy Reid 1984                                                                                   |
| Prezydent Gwatemali                                              | - 1978 Fernando Romeo Lucas García 1982                                                                                               |
| Prezydent Gwinei                                                 | - 1958 Ahmed Sekou Touré 1984 |
| Premier Gwinei                                                   | - 1972 Louis Lansana Beavogui 1984 |
| Prezydent Gwinei Bissau                                          | - 1973 Luís Cabral 1980 - 1980 João Bernardo Vieira 1984                                                                              |
| Premier Gwinei Bissau                                            | - 1978 João Bernardo Vieira 1980 - 1980 wakat 1982                                                                                    |
| Prezydent Gwinei Równikowej                                      | - 1979 Teodoro Obiang Nguema Mbasogo                                                                                                  |
| Prezydent Haiti                                                  | - 1971 Jean-Claude Duvalier 1986 |
| Król Hiszpanii                                                   | - 1975 Jan Karol I 2014 |
| Premier Hiszpanii                                                | - 1976 Adolfo Suárez 1981 |
| Król Holandii                                                    | - 1948 Juliana 1980 - 1980 Beatrycze 2013                                                                                             |
| Premier Holandii                                                 | - 1977 Dries van Agt 1982 |
| Prezydent Hondurasu                                              | - 1978 Policarpo Paz García (p.o.) 1982                                                                                               |
| Najwyższy przywódca Iranu                                        | - 1979 Ruhollah Chomejni 1989 |
| Prezydent Iranu                                                  | - 1980 Abol Hassan Bani-Sadr 1981 |
| Premier Iranu                                                    | - 1980 Mohammad Ali Radżai 1981 |
| Prezydent Iraku                                                  | - 1979 Saddam Husajn 2003 |
| Premier Iraku                                                    | - 1979 Saddam Husajn 1991 |
| Prezydent Indii                                                  | - 1977 Neelam Sanjiva Reddy 1982 |
| Premier Indii                                                    | - 1979 Choudhary Charan Singh 1980 - 1980 Indira Gandhi 1984                                                                          |
| Prezydent Indonezji                                              | - 1967 Suharto 1998 |
| Prezydent Irlandii                                               | - 1976 Patrick Hillery 1990 |
| Premier Irlandii                                                 | - 1979 Charles Haughey 1981 |
| Prezydent Islandii                                               | - 1968 Kristján Eldjárn 1980 - 1980 Vigdís Finnbogadóttir 1996                                                                        |
| Premier Islandii                                                 | - 1979 Benedikt Gröndal 1980 - 1980 Gunnar Thoroddsen 1983                                                                            |
| Prezydent Izraela                                                | - 1978 Icchak Nawon 1983 |
| Premier Izraela                                                  | - 1977 Menachem Begin 1983 |
| Premier Jamajki                                                  | - 1972 Michael Manley 1980 - 1980 Edward Seaga 1989                                                                                   |
| Cesarz Japonii                                                   | - 1926 Hirohito 1989 |
| Premier Japonii                                                  | - 1978 Masayoshi Ōhira 1980 - 1980 Zenkō Suzuki 1982                                                                                  |
| Prezydent Jemenu Południowego                                    | - 1978 Abd al-Fattah Ismail 1980 - 1980 Ali Nasir Muhammad 1986                                                                       |
| Prezydent Jemenu Północnego                                      | - 1978 Ali Abd Allah Salih 1990 |
| Król Jordanii                                                    | - 1952 Husajn 1999 |
| Premier Jordanii                                                 | - 1979 Abd al-Hamid Szaraf 1980 - 1980 Kasim ar-Rimawi 1980 - 1980 Mudar Badran 1984                                                  |
| Prezydent Jugosławii                                             | - 1953 Josip Broz Tito 1980 - 1980 Łazar Koliszewski 1980 - 1980 Cvijetin Mijatović 1981                                              |
| Premier Jugosławii                                               | - 1977 Veselin Duranović 1982 |
| Prezydent Kamerunu                                               | - 1960 Ahmadou Ahidjo 1982 |
| Premier Kamerunu                                                 | - 1975 Paul Biya 1982 |
| Przywódca Ludowej Republiki Kampuczy                             | - 1972 Heng Samrin 1992 |
| Premier Republiki Kampuczy                                       | - 1979 urząd zniesiony 1981 |
| Premier Kanady                                                   | - 1979 Joe Clark 1980 - 1980 Pierre Trudeau 1984                                                                                      |
| Emir Kataru                                                      | - 1972 Chalifa ibn Ahmad 1995 |
| Premier Kataru                                                   | - 1971 Chalifa ibn Ahmad 1995 |
| Prezydent Kenii                                                  | - 1978 Daniel Moi 2002 |
| Prezydent Kiribati                                               | - 1979 Ieremia Tabai 1982 |
| Prezydent Kolumbii                                               | - 1978 Julio César Turbay Ayala 1982                                                                                                  |
| Prezydent Konga                                                  | - 1979 Denis Sassou-Nguesso 1992 |
| Premier Konga                                                    | - 1975 Louis Sylvain Goma 1984 |
| Patriarcha Konstantynopola                                       | - 1972 Dymitr I 1991 |
| Prezydent Korei Południowej                                      | - 1979 Choi Kyu-ha 1980 - 1980 Chun Doo-hwan 1988                                                                                     |
| Premier Korei Południowej                                        | - 1979 Shin Hyun-hwak 1980 - 1980 Pak Choong-hoon (p.o.) 1980 - 1980 Nam Duck-woo (p.o.) 1980 - 1980 Nam Duck-woo 1982                |
| Prezydent KRLD                                                   | - 1972 Kim Il Sŏng 1994 |
| Premier KRLD                                                     | - 1977 Ri Jong Ok 1984 |
| Prezydent Kostaryki                                              | - 1978 Rodrigo Carazo Odio 1982 |
| Przewodniczący Rady Państwa Kuby                                 | - 1976 Fidel Castro 2008 |
| Emir Kuwejtu                                                     | - 1977 Dżabir III 2006 |
| Premier Kuwejtu                                                  | - 1978 Sad al-Abd Allah as-Salim as-Sabah 2003                                                                                        |
| Prezydent Laosu                                                  | - 1975 Tiao Souphanouvong 1991 |
| Król Lesotho                                                     | - 1966 Moshoeshoe II 1990 |
| Premier Lesotho                                                  | - 1965 Leabua Jonathan 1986 |
| Prezydent Libanu                                                 | - 1976 Iljas Sarkis 1982 |
| Premier Libanu                                                   | - 1976 Salim al-Huss 1980 - 1980 Taki ad-Din as-Sulh 1980 - 1980 Szafik al-Wazzan 1984                                                |
| Prezydent Liberii                                                | - 1971 William Tolbert Jr. 1980 - 1980 Samuel Doe 1990                                                                                |
| Przywódca Libii                                                  | - 1969 Mu’ammar al-Kaddafi 2011 |
| Premier Libii                                                    | - 1979 Dżad Allah Azzuz at-Talhi 1984                                                                                                 |
| Sekretarz generalny PKL Libii                                    | - 1979 Abd al-Ati al-Ubajdi 1981 |
| Książę Liechtensteinu                                            | - 1938 Franciszek Józef II 1989 |
| Premier Liechtensteinu                                           | - 1978 Hans Brunhart 1993 |
| Premier Litwyna emigracji                                        | - 1940 Stasys Lozoraitis 1983 |
| Wielki książę Luksemburga                                        | - 1964 Jan 2000 |
| Premier Luksemburga                                              | - 1979 Pierre Werner 1984 |
| Prezydent Madagaskaru                                            | - 1975 Didier Ratsiraka 1993 |
| Premier Madagaskaru                                              | - 1977 Désiré Rakotoarijaona 1988 |
| Prezydent Malawi                                                 | - 1966 Hastings Kamuzu Banda 1994 |
| Prezydent Malediwów                                              | - 1978 Maumun ̓Abdul Gajum 2008 |
| Król Malezji                                                     | - 1979 Ahmad Shah 1984 |
| Premier Malezji                                                  | - 1976 Hussein Onn 1981 |
| Prezydent Mali                                                   | - 1968 Moussa Traoré 1991 |
| Premier Mali                                                     | - 1969 urząd zniesiony 1986 |
| Prezydent Malty                                                  | - 1976 Anton Buttigieg 1981 |
| Premier Malty                                                    | - 1971 Dom Mintoff 1984 |
| Król Maroka                                                      | - 1961 Hassan II 1999 |
| Premier Maroka                                                   | - 1979 Maati Bouabid 1983 |
| Prezydent Mauretanii                                             | - 1979 Muhammad Mahmud wuld Luli 1980 - 1980 Muhammad Chuna uld Hajdalla 1984                                                         |
| Premier Mauretanii                                               | - 1979 Muhammad Chuna uld Hajdalla 1980 - 1980 Sid Ahmed Ould Bneijara 1981                                                           |
| Premier Mauritiusa                                               | - 1968 Seewoosagur Ramgoolam 1982 |
| Prezydent Meksyku                                                | - 1976 José López Portillo 1982 |
| Książę Monako                                                    | - 1949 Rainier III 2005 |
| Minister stanu Monako                                            | - 1972 André Saint-Mleux 1981 |
| Przewodniczący Prezydium Wielkiego Churału Ludowego Mongolii     | - 1974 Jumdżaagijn Cedenbal 1984 |
| Premier Mongolii                                                 | - 1974 Dżambyn Batmönch 1984 |
| Prezydent Mozambiku                                              | - 1975 Samora Machel 1986 |
| Sekretarz generalny NATO                                         | - 1971 Joseph Luns (Holandia) 1984 |
| Prezydent Nauru                                                  | - 1978 Hammer DeRoburt 1986 |
| Król Nepalu                                                      | - 1972 Birendra 2001 |
| Premier Nepalu                                                   | - 1979 Surya Bahadur Thapa 1983 |
| Prezydent Niemiec                                                | - 1979 Karl Carstens 1984 |
| Kanclerz Niemiec                                                 | - 1974 Helmut Schmidt 1982 |
| Prezydent Nigru                                                  | - 1974 Seyni Kountché 1987 |
| Prezydent Nigerii                                                | - 1979 Shehu Shagari 1983 |
| Prezydent Nikaragui                                              | - 1979 junta 1985 |
| Król Norwegii                                                    | - 1957 Olaf V 1991 |
| Premier Norwegii                                                 | - 1976 Odvar Nordli 1981 |
| Premier Nowej Zelandii                                           | - 1975 Robert Muldoon 1984 |
| Przewodniczący Rady Państwa NRD                                  | - 1976 Erich Honecker 1989 |
| Premier NRD                                                      | - 1976 Willi Stoph 1989 |
| Sułtan Omanu                                                     | - 1970 Kabus ibn Sa’id 2020 |
| Sekretarz generalny ONZ                                          | - 1972 Kurt Waldheim (Austria) 1981                                                                                                   |
| Prezydent Pakistanu                                              | - 1978 Muhammad Zia ul-Haq 1988 |
| Premier Pakistanu                                                | - 1977 urząd zniesiony 1985 |
| Prezydent Panamy                                                 | - 1978 Aristides Royo 1982 |
| Wojskowy przywódca Panamy                                        | - 1968 Omar Torrijos 1981 |
| Papież                                                           | - 1978 Jan Paweł II 2005 |
| Premier Papui-Nowej Gwinei                                       | - 1975 Michael Somare 1980 - 1980 Julius Chan 1982                                                                                    |
| Prezydent Paragwaju                                              | - 1954 gen. Alfredo Stroessner 1989                                                                                                   |
| Prezydent Peru                                                   | - 1975 Francisco Morales Bermudez Cerruti 1980 - 1980 Fernando Belaúnde Terry 1985                                                    |
| Premier Peru                                                     | - 1979 Pedro Richter Prada 1985 - 1980 Manuel Ulloa Elías 1982                                                                        |
| Prezydent Południowej Afryki                                     | - 1979 Marais Viljoen 1984 |
| Premier Południowej Afryki                                       | - 1978 Pieter Botha 1984 |
| Prezydent Portugalii                                             | - 1976 António Ramalho Eanes 1986 |
| Premier Portugalii                                               | - 1979 Maria de Lourdes Pintasilgo 1980 - 1980 Francisco Sá Carneiro 1980 - 1980 Diogo Freitas do Amaral 1981                         |
| Sekretarz generalny Rady Europy                                  | - 1979 Francenz Karasek (Austria) 1984                                                                                                |
| Prezydent Republiki Środkowoafrykańskiej                         | - 1979 David Dacko 1981 |
| Premier Republiki Środkowoafrykańskiej                           | - 1979 Bernard Ayandho 1980 - 1980 Jean-Pierre Lebouder 1981                                                                          |
| Prezydent Republiki Zielonego Przylądka                          | - 1975 Aristides Pereira 1991 |
| Premier Republiki Zielonego Przylądka                            | - 1975 Pedro Pires 1991 |
| Prezydent Rumunii                                                | - 1967 Nicolae Ceaușescu 1989 |
| Premier Rumunii                                                  | - 1979 Ilie Verdeț 1982 |
| Prezydent Rwandy                                                 | - 1973 Juvénal Habyarimana 1994 |
| Premier Saint Lucia                                              | - 1979 Allan Louisy 1981 |
| Premier Saint Vincent i Grenadyn                                 | - 1979 Milton Cato 1984 |
| Prezydent Salwadoru                                              | - 1979 junta 1982 |
| O le Ao o le Malo Samoa                                          | - 1962 Malietoa Tanumafili II 2007 |
| Premier Samoa                                                    | - 1976 Tupua Tamasese Tupuola Tufuga Efi 1982                                                                                         |
| Kapitanowie regenci San Marino                                   | - 1979 Giuseppe Amici Germano De Biagi 1980 - 1980 Pietro Chiaruzzi Primo Marani 1980 - 1980 Giancarlo Berardi Rossano Zafferani 1981 |
| Sekretarz Stanu do spraw Politycznych i Zagranicznych San Marino | - 1978 Giordano Bruno Reffi 1986 |
| Prezydent Senegalu                                               | - 1960 Léopold Sédar Senghor 1980 |
| Premier Senegalu                                                 | - 1970 Abdou Diouf 1980 |
| Prezydent Seszeli                                                | - 1977 France-Albert René 2004 |
| Prezydent Sierra Leone                                           | - 1971 Siaka Stevens 1985 |
| Prezydent Singapuru                                              | - 1971 Benjamin Sheares 1981 |
| Premier Singapuru                                                | - 1965 Lee Kuan Yew 1990 |
| Prezydent Somalii                                                | - 1969 Mohammed Siad Barre 1991 |
| Premier Somalii                                                  | - 1970 urząd zniesiony 1987 |
| Prezydent Sri Lanki                                              | - 1978 Junius Jayewardene 1989 |
| Premier Sri Lanki                                                | - 1978 Ranasinghe Premadasa 1989 |
| Król Suazi                                                       | - 1968 Sobhuza II 1982 |
| Premier Suazi                                                    | - 1979 Mabandla Dlamini 1983 |
| Prezydent Sudanu                                                 | - 1969 Dżafar Muhammad an-Numajri 1985                                                                                                |
| Premier Sudanu                                                   | - 1977 Dżafar Muhammad an-Numajri 1985                                                                                                |
| Prezydent Surinamu                                               | - 1975 Johan Ferrier 1980 - 1980 Hendrick Chin A Sen 1982                                                                             |
| Prezydent Syrii                                                  | - 1971 Hafiz al-Asad 2000 |
| Premier Syrii                                                    | - 1978 Muhammad Ali al-Halabi 1980 - 1980 Abd ar-Ra’uf al-Kasm 1987                                                                   |
| Prezydent Szwajcarii                                             | - 1980 Georges-André Chevallaz 1980                                                                                                   |
| Król Szwecji                                                     | - 1973 Karol XVI Gustaw |
| Premier Szwecji                                                  | - 1979 Thorbjörn Fälldin 1982 |
| Król Tajlandii                                                   | - 1946 Bhumibol Adulyadej 2016 |
| Premier Tajlandii                                                | - 1977 Kriangsak Chomanan 1980 - 1980 Prem Tinsulanonda 1988                                                                          |
| Prezydent Tajwanu                                                | - 1978 Chiang Ching-kuo 1988 |
| Prezydent Tanzanii                                               | - 1964 Julius Nyerere 1985 |
| Premier Tanzanii                                                 | - 1977 Edward Sokoine 1980 - 1980 Cleopa Msuya 1983                                                                                   |
| Prezydent Togo                                                   | - 1967 Gnassingbé Eyadéma 2005 |
| Premier Togo                                                     | - 1961 urząd zniesiony 1991 |
| Król Tonga                                                       | - 1965 Taufaʻahau Tupou IV 2006 |
| Premier Tonga                                                    | - 1965 Sione Ngū Manumataongo Uelingatoni 1991                                                                                        |
| Prezydent Trynidadu i Tobago                                     | - 1976 Ellis Clarke 1987 |
| Premier Trynidadu i Tobago                                       | - 1962 Eric Williams 1981 |
| Prezydent Tunezji                                                | - 1957 Habib Burgiba 1987 |
| Premier Tunezji                                                  | - 1970 Al-Hadi Nuwajra 1980 - 1980 Muhammad Mizali 1986                                                                               |
| Prezydent Turcji                                                 | - 1973 Fahri Korutürk 1980 - 1980 Ihsan Sabri Çaglayangil 1980 - 1980 Kenan Evren 1989                                                |
| Premier Turcji                                                   | - 1979 Süleyman Demirel 1980 - 1980 Bülent Ulusu 1983                                                                                 |
| Prezydent Ugandy                                                 | - 1979 Godfrey Binaisa 1980 - 1980 Milton Obote 1985                                                                                  |
| Premier Ugandy                                                   | - 1966 urząd zniesiony 1980 - 1980 Otema Allimadi 1985                                                                                |
| Prezydent Urugwaju                                               | - 1976 Aparicio Méndez 1981 |
| Prezydent USA                                                    | - 1977 Jimmy Carter 1981 |
| Prezydent Vanuatu                                                | - 1980 George Kalkoa 1984 |
| Premier Vanuatu                                                  | - 1980 Walter Lini 1991 |
| Prezydent Wenezueli                                              | - 1979 Luis Herrera Campins 1984 |
| Prezydent Węgier                                                 | - 1967 Pál Losonczi 1987 |
| Premier Węgier                                                   | - 1975 György Lázár 1987 |
| Monarcha Wielkiej Brytanii                                       | - 1952 Elżbieta II 2022 |
| Premier Wielkiej Brytanii                                        | - 1979 Margaret Thatcher 1990 |
| Prezydent Wietnamu                                               | - 1976 Tôn Đức Thắng 1980 - 1980 Nguyễn Hữu Thọ 1981                                                                                  |
| Premier Wietnamu                                                 | - 1976 Phạm Văn Đồng 1987 |
| Prezydent Włoch                                                  | - 1978 Sandro Pertini 1985 |
| Premier Włoch                                                    | - 1979 Francesco Cossiga 1980 - 1980 Arnaldo Forlani 1981                                                                             |
| Prezydent WKS                                                    | - 1960 Félix Houphouët-Boigny 1993 |
| Premier WKS                                                      | - 1960 urząd zniesiony 1990 |
| Prezydent Wysp Świętego Tomasza i Książęcej                      | - 1975 Manuel Pinto da Costa 1991 |
| Prezydent Zambii                                                 | - 1964 Kenneth Kaunda 1991 |
| Prezydent Zairu                                                  | - 1971 Mobutu Sese Seko 1997 |
| Prezydent Zimbabwe                                               | - 1980 Canaan Banana 1987 |
| Premier Zimbabwe                                                 | - 1980 Robert Mugabe 1987 |
| Prezydent ZEA                                                    | - 1971 Zajid ibn Sultan Al Nahajjan 2004                                                                                              |
| Premier ZEA                                                      | - 1979 Raszid ibn Said al-Maktum 1990                                                                                                 |
| Przywódca ZSRR                                                   | - 1964 Leonid Breżniew 1982 |
| Premier ZSRR                                                     | - 1964 Aleksiej Kosygin 1980 - 1980 Nikołaj Tichonow 1985                                                                             |

Rok 1980 / MCMLXXX
stulecia: XIX wiek ~
XX wiek ~
XXI wiek

dziesięciolecia:
1950–1959 •
1960–1969 •
1970–1979 •
1980–1989
• 1990–1999
• 2000–2009
• 2010–2019

lata: 1970 «
1975 «
1976 «
1977 «
1978 «
1979 «
1980
» 1981
» 1982
» 1983
» 1984
» 1985
» 1990

## Wydarzenia w Polsce
- 1 stycznia:
  - Zakłady Górnicze Polkowice-Sieroszowice zostały oddany do eksploatacji.
  - wprowadzono limity zużycia paliw i energii w jednostkach gospodarki uspołecznionej.
- 7 stycznia – premiera filmu Wściekły.
- 14 stycznia – premiera sztuki Igraszki z diabłem w Teatrze Telewizji.
- 16 stycznia:
  - odbyła się premiera filmu Godzina „W”.
  - premiera serialu Dom.
- 19 stycznia – w Krakowie otwarto Ośrodek Teatru Cricot II w nowej siedzibie na ulicy Kanoniczej.
- 23 stycznia – samolot pasażerski PLL LOT Tu-134 „Władysław Reymont” nie zdołał wyhamować w trakcie lądowania na Okęciu, uderzył w wał ziemny i po odłamaniu prawego skrzydła stanął w płomieniach. W wypadku nikt nie zginął.
- 26 stycznia – odbyły się pierwsze w historii zawody Pucharu Świata w skokach narciarskich w Zakopanem. Pierwsze miejsce zajął Polak Stanisław Bobak.
- 31 stycznia – Sejm przyjął ustawę o Naczelnym Sądzie Administracyjnym, przewidującą możliwość zaskarżenia decyzji administracji państwowej.
- 31 stycznia – Sejm przyjął ustawę o godle, barwach i hymnie Polskiej Rzeczypospolitej Ludowej.
- 9 lutego – komunikat GUS o 1979 rok – przeciętna płaca wyniosła 5087 zł.
- 11 lutego – rozpoczął się VIII Zjazd PZPR.
- 13 lutego – PKP wycofały z użytku ostatni egzemplarz parowozu Pt31.
- 15 lutego – zakończył się VIII Zjazd PZPR; Edward Gierek ponownie został I sekretarzem.
- 18 lutego:
  - rezygnacja Piotra Jaroszewicza z funkcji premiera. Nowym premierem został Edward Babiuch.
  - premiera filmu Szansa.
- 14 marca – w pobliżu warszawskiego lotniska Okęcie doszło do katastrofy lecącego z Nowego Jorku samolotu PLL LOT Ił-62 „Mikołaj Kopernik”; zginęło 87 osób (m.in. piosenkarka Anna Jantar).
- 21 marca – na krakowskim rynku emerytowany piekarz Walenty Badylak dokonał samospalenia, w proteście przeciw przemilczaniu zbrodni katyńskiej.
- 23 marca – wybory do Sejmu i wojewódzkich rad narodowych. Według danych oficjalnych głosowało 98,9% uprawnionych. Według danych Komitetu Obrony Robotników: 75-85%. Na listę Frontu Jedności Narodu oddano ponad 99% głosów; innej listy nie było.
- 24 marca:
  - premiera filmu Dyrygent w reżyserii Andrzeja Wajdy.
  - premiera filmu Paciorki jednego różańca w reżyserii Kazimierza Kutza.
- 25 marca – aresztowano Mirosława Chojeckiego, szefa nielegalnego wydawnictwa NOW-a, wzbudziło protesty.
- 3 kwietnia – inauguracyjne posiedzenie Sejmu VIII kadencji; Henryk Jabłoński ponownie został przewodniczącym Rady Państwa, Edward Babiuch – premierem, Stanisław Gucwa – ponownie marszałkiem Sejmu.
- 6 kwietnia – Telewizja Polska wyemitowała premierowy odcinek serialu Kariera Nikodema Dyzmy.
- 21 kwietnia – 7 górników zginęło w katastrofie w KWK Barbara-Chorzów.
- 28 kwietnia – w Warszawie odbyła się inauguracja Międzynarodowych Spotkań Teatralnych.
- 7 maja – Konferencja Episkopatu Polski ostrzegła przed „niepokojącymi zjawiskami negatywnymi w życiu społecznym, kulturalnym, gospodarczym, i politycznym”, wzywając władze do przeprowadzenia koniecznych reform.
- 9 maja – w Raciborzu odsłonięto pomnik Arki Bożka.
- 11 maja – Władysław Kozakiewicz ustanowił rekord świata w skoku o tyczce z wynikiem 5,72 m
- 19 maja – na zaproszenie Edwarda Gierka w Warszawie przebywali na rozmowach prezydent Francji Valéry Giscard d’Estaing oraz Sekretarz generalny KC KPZR Leonid Breżniew[1][2][3].
- 20 maja – do portu w Gdyni po 344 dniach samotnej żeglugi, podczas których opłynął glob bez zawijania do portu, powrócił Henryk Jaskuła.
- 6 czerwca – rozpoczął się pierwszy festiwal w Jarocinie.
- 9 czerwca – Mirosław Żerkowski ustanowił rekord Polski w biegu na 1500 m wynikiem 3:36,19 s.
- 12 czerwca:
  - proces Mirosława Chojeckiego i Stanisława Grzesiaka oskarżonych o kradzież powielacza; kary: 1,5 roku pozbawienia wolności.
  - od uderzenia pioruna spłonęła wieża kościoła św. Mikołaja w Bydgoszczy.
- 13 czerwca – w Warszawie, płotkarka Grażyna Rabsztyn ustanowiła rekord świata w biegu płotkarskim na 100 m wynikiem 12,36 s.
- 16 czerwca – premiera filmu poetyckiego Sowizdrzał świętokrzyski w reżyserii Henryka Kluby.
- 18 czerwca – w wyniku eksplozji oparów benzyny na statku rybackim budowanym dla ZSRR w gdańskiej Stoczni Północnej zginęło 8 osób, a 20 zostało rannych, z czego 10 zmarło później w szpitalach.
- 23 czerwca – premiera filmu wojennego Olimpiada ’40 w reżyserii Andrzeja Kotkowskiego.
- 24 czerwca – podczas posiedzenia Sejmu Edward Gierek powiedział: „Znając patriotyzm naszego narodu, wierząc w jego siły twórcze, z nadzieją patrzymy w przyszłość”.
- 28 czerwca – biskupi zgromadzeni na Konferencji Episkopatu na Górze Świętej Anny podkreślili „rosnące trudności w życiu społeczeństwa”.
- 29 czerwca – w leśniczówce w miejscowości Pranie na Mazurach otwarto Muzeum Konstantego Ildefonsa Gałczyńskiego.
- 1 lipca – wybuch fali strajków. W lipcowych protestach uczestniczyło blisko 200 zakładów pracy. Wybuch spowodowało tzw. „rozszerzenie fali komercyjnej” – faktyczna podwyżka cen mięsa.
- 2 lipca – rozszerzenie strajków m.in. na Ostrów Wielkopolski, Włocławek, Tczew i Mielec. W stołówkach zakładowych cofnięto podwyżki cen, robotnikom obiecano „dodatek drożyźniany”.
- 8 lipca – rozpoczął się strajk w świdnickich zakładach WSK.
- 13 lipca – rozpoczął się strajk pracowników Miejskiego Przedsiębiorstwa Komunikacyjnego w Lublinie.
- 15 lipca:
  - strajk PKP i licznych zakładów pracy w Lublinie. Po raz pierwszy pośród postulatów ekonomicznych, postulat wyborów do rad zakładowych.
  - w Warszawie, Anna Bukis ustanowiła rekord Polski w biegu na 1500 m wynikiem 4:04,3 s.
- 16 lipca – wybuchły strajki w Lublinie i Świdniku.
- 20 lipca – porozumienie między strajkującymi w Lublinie a Komisją Rządową Mieczysława Jagielskiego. Podwyżka płac.
- 22 lipca – nagrody państwowe otrzymali m.in.: Hanna Januszewska, Zbigniew Zapasiewicz, Wojciech Kilar, Bronisław Zieliński, Gustaw Zemła, Marek Rostworowski.
- 31 lipca – strajki lipcowe objęły około 81 tys. osób w 177 zakładach pracy.

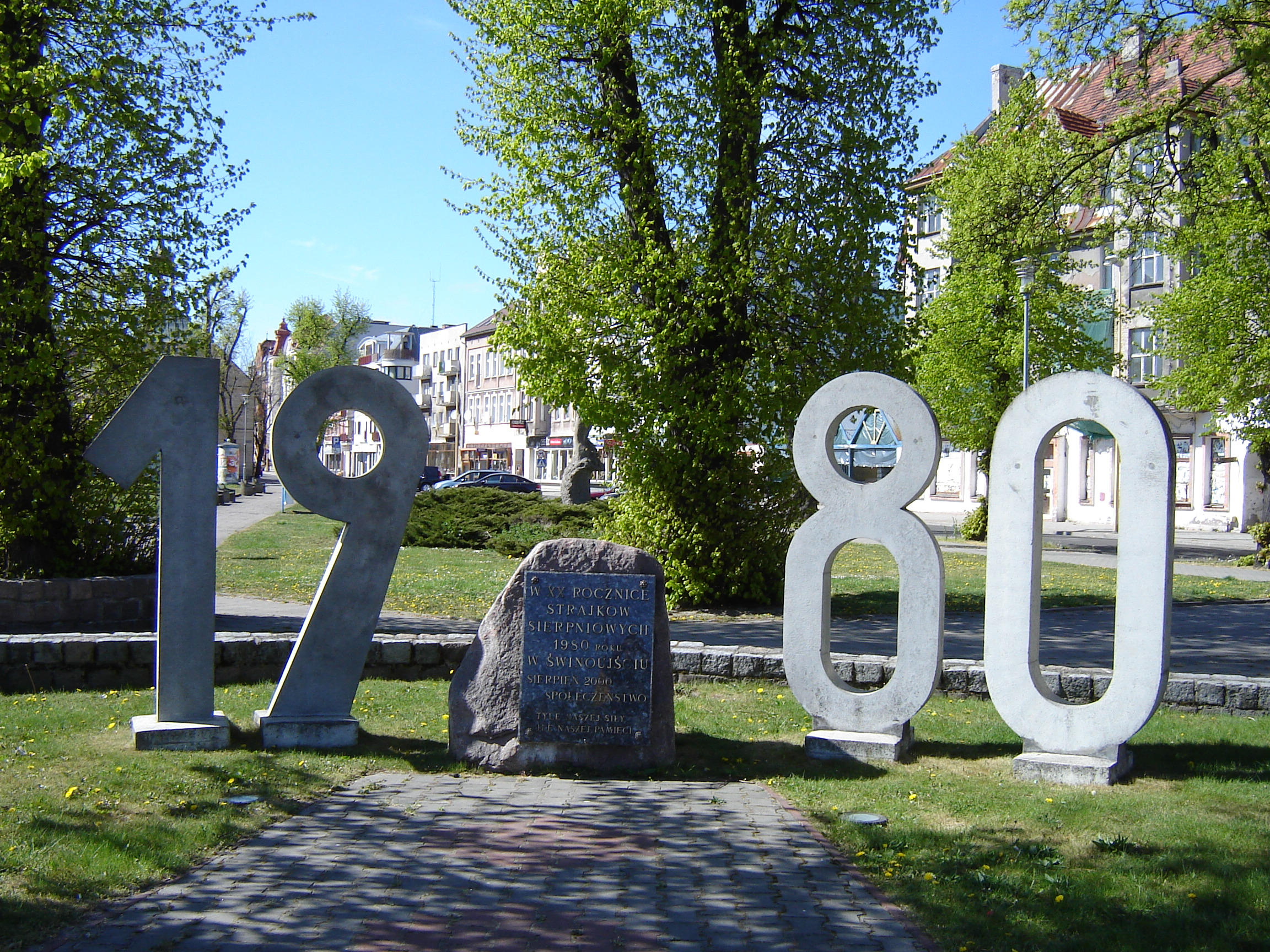
Pomnik w Świnoujściu powstały w 2000 r. w 20. rocznicę strajków sierpniowych.

- 11 sierpnia – Jolanta Januchta ustanowiła rekord Polski w biegu na 800 m wynikiem 1:56,95 s.
- 14 sierpnia – rozpoczęły się strajki na Wybrzeżu. Stanęła Stocznia Gdańska.
- 15 sierpnia – sierpień 1980: w Gdańsku do strajku przyłączyły się kolejne zakłady, stocznie, port, komunikacja miejska. Została zablokowana łączność z resztą kraju.
- 16 sierpnia – sierpień 1980: w Gdańsku powstał Międzyzakładowy Komitet Strajkowy pod przewodnictwem Lecha Wałęsy.
- 17 sierpnia – sierpień 1980: w Gdańsku robotnicy sformułowali 21 postulatów, m.in. utworzenia niezależnych związków zawodowych.
- 18 sierpnia:
  - sierpień 1980: rozpoczął się strajk w Stoczni im. Adolfa Warskiego w Szczecinie.
  - sierpień 1980: w Szczecinie utworzono Międzyzakładowy Komitet Strajkowy (MKS) pod przewodnictwem Mariana Jurczyka. Sformułowano 36 postulatów.
- 19 sierpnia – katastrofa kolejowa między Otłoczynem a Brzozą na linii Kutno – Toruń (czołowe zderzenie pociągów osobowego i towarowego) – 67 ofiar śmiertelnych, 64 osoby ranne. (według innych źródeł, rannych było 50 osób).
- 21 sierpnia – sierpień 1980: do Stoczni Gdańskiej przyjechała Komisja Rządowa z Mieczysławem Jagielskim jako przewodniczącym.
- 23 sierpnia:
  - sierpień 1980: na Wybrzeżu wybuchł strajk generalny.
  - sierpień 1980: powstał pierwszy numer Strajkowego Biuletynu Informacyjnego „Solidarność”. Inż. Bogdan Pietruszka przedstawił projekt pomnika ku czci zabitych w 1970 – Pomnika Poległych Stoczniowców.
  - po 12 latach budowy otwarcie Stadionu Miejskiego w Poznaniu, w meczu inauguracyjnym padł remis (Lech Poznań – Motor Lublin 1:1).
- 24 sierpnia:
  - sierpień 1980: w Gdańsku powstała Komisja Ekspertów przy gdańskim MKS. Przewodniczącym został Tadeusz Mazowiecki.
  - sierpień 1980: IV Plenum KC PZPR, zaszły zmiany w Biurze Politycznym, odwołanie Edwarda Babiucha; stanowisko premiera zajął Józef Pińkowski.
- 26 sierpnia – sierpień 1980: częstochowska homilia prymasa Polski kardynała Stefana Wyszyńskiego, wzywająca do przerwania strajków. Strajkujący nie posłuchali apelu.
- 27 sierpnia – sierpień 1980: fala strajków solidarnościowych w całym kraju. Trwały rozmowy komisji rządowych i MKS-ów w Gdańsku i Szczecinie.
- 28 sierpnia – sierpień 1980: ambasador ZSRR Borys Aristow zażądał od Gierka użycia siły w stosunku do strajkujących w Polsce. Gierek odmówił.
- 29 sierpnia – sierpień 1980: utworzenie MKS-u w Jastrzębiu, który opracował własne postulaty.
- 30 sierpnia – sierpień 1980: podpisanie porozumień w Szczecinie (33 postulaty).
- 31 sierpnia – sierpień 1980: w sali BHP Stoczni Gdańskiej podpisane zostało porozumienie między przedstawicielami Międzyzakładowego Komitetu Strajkowego (pod przewodnictwem Lecha Wałęsy) i komisją rządową (z wicepremierem Mieczysławem Jagielskim na czele); delegacja rządowa zgodziła się m.in. na utworzenie nowych, niezależnych od PZPR, samorządnych związków zawodowych i ograniczenie cenzury. Wydarzenia te przyjmuje się jako początek procesu obalenia systemu komunistycznego we wschodniej Europie.
- 1 września:
  - rozpoczęcie działalności przez Naczelny Sąd Administracyjny.
  - opublikowanie w prasie protokołów porozumień w Szczecinie i w Gdańsku.
  - w katastrofie w KWK Halemba w Rudzie Śląskiej zginęło 8 górników.
- 2 września – Stare Miasto w Warszawie zostało umieszczone na Liście Światowego Dziedzictwa UNESCO.
- 3 września – podpisanie porozumień w Jastrzębiu. Zakłady Śląska przystąpiły do pracy.
- 5 września – premiera filmu Grzeszny żywot Franciszka Buły.
- 6 września – Edward Gierek ustąpił ze stanowiska I sekretarza KC PZPR, jego następcą został Stanisław Kania.
- 17 września – w Gdańsku przedstawiciele Międzyzakładowych Komitetów Założycielskich i Międzyzakładowych Komisji Robotniczych powołali jeden ogólnopolski związek zawodowy pod nazwą Niezależny Samorządny Związek Zawodowy „Solidarność”.
- 19 września – premiery filmów Constans i Spokój.
- 21 września – pierwsza od 40 lat transmisja radiowa mszy świętej.
- 22 września – powstało Niezależne Zrzeszenie Studentów.
- 23 września – premiera filmu Urodziny młodego warszawiaka.
- 24 września:
  - złożenie w Warszawskim Sądzie Wojewódzkim wniosku o rejestrację NSZZ „Solidarność” z siedzibą w Gdańsku.
  - na Stadionie Śląskim Włodzimierz Lubański rozegrał ostatni mecz w reprezentacji narodowej (Polska – CSRS 1:1).
- 26 września – Józef Gajewicz został prezydentem Krakowa.
- 2 października – rozpoczął się X Międzynarodowy Konkurs Pianistyczny im. Fryderyka Chopina.
- 3 października – na wezwanie „Solidarności” odbyły się w wielu zakładach pracy jednogodzinne strajki na znak protestu przeciwko opieszałej realizacji porozumień sierpniowych.
- 9 października – Czesław Miłosz został laureatem literackiej Nagrody Nobla.
- 10 października:
  - nowym rektorem Uniwersytetu Warszawskiego został Henryk Samsonowicz.
  - premiera filmu Ćma.
- 12 października – odsłonięto Zespół pomnikowy polskich artylerzystów w Toruniu.
- 19 października – zwycięzcą X Międzynarodowego Konkursu Pianistycznego im. Fryderyka Chopina został Wietnamczyk Đặng Thái Sơn.
- 21 października – spotkanie Stanisława Kani z prymasem Stefanem Wyszyńskim.
- 22 października – w pierwszym meczu 1/16 Pucharu UEFA Widzew Łódź pokonał Juventus F.C. 3:1.
- 27 października – powołanie w Toruniu Komisji Konsultacyjno Porozumiewawczej Organizacji Partyjnych (tzw. struktury poziome).
- 31 października:
  - spotkanie Józefa Pińkowskiego z Lechem Wałęsą. Rząd obiecał do 10 lutego 1981 rozpatrzyć odwołanie w sprawie statutu. Krajowa Komisja Porozumiewawcza (KKP) ogłosiła na 12 listopada 1980 gotowość strajkową.
  - Stefan Bratkowski prezesem Stowarzyszenia Dziennikarzy Polskich.
  - w pożarze szpitala w Górnej Grupie zginęło 55 chorych psychicznie.
- Październik – powstało Zjednoczenie Patriotyczne „Grunwald”.
- 10 listopada – rejestracja Niezależnego Samorządnego Związku Zawodowego „Solidarność” przez Sąd Najwyższy.
- 14 listopada – spotkanie Stanisława Kani z Lechem Wałęsą w Warszawie.
- 19 listopada – rozpoczęto wydobycie węgla w Kopalni Węgla Brunatnego Bełchatów.
- 21 listopada – Jerzy Ozdowski, poseł katolicki, został wicepremierem.
- 1 grudnia:
  - władze radzieckie przekazały generałom Tadeuszowi Hupałowskiemu i Franciszkowi Puchale plany inwazji na Polskę pod pretekstem manewrów Układu Warszawskiego.
  - odbyła się premiera filmu Tango ptaka.
- 2 grudnia – w Warszawie podczas VII Plenum KC PZPR usunięto Edwarda Gierka z KC i obarczono go odpowiedzialnością za kryzys ekonomiczny, społeczny i wewnątrzpartyjny.
- 7 grudnia – premiera kinowa filmu dokumentalnego Robotnicy ’80
- 9 grudnia – erupcja ropy i gazu w Karlinie.
- 10 grudnia:
  - Czesław Miłosz otrzymał literacką nagrodę Nobla.
  - powstał Instytut Nauk Ekonomicznych PAN.
- 12 grudnia – wybór nowych władz PAN, prezesem został Aleksander Gieysztor.
- 14 grudnia – zjazd „solidarności wiejskiej” w Warszawie.
- 16 grudnia – Gdańsk: odsłonięcie Pomnika Poległych Stoczniowców 1970.
- 19 grudnia – zgodnie z decyzją VII Plenum KC PZPR na posiedzeniu Sejmu mandaty złożyli m.in.: Edward Gierek, Piotr Jaroszewicz, Jerzy Łukaszewicz, Jan Szydlak.
- 22 grudnia – w związku z tzw. aferą na Okęciu Ryszard Kulesza został zdymisjonowany z funkcji selekcjonera piłkarskiej reprezentacji Polski.
- 24 grudnia – premiera 1. odcinka serialu Królowa Bona.
- 27 grudnia – zorganizowana grupa młodzieży zabłądziła na Pilsku w Beskidzie Żywieckim. Trzy osoby zmarły z wycieńczenia.
- 29 grudnia – XXI Zjazd ZLP, prezesem został Jan Józef Szczepański.
- 30 grudnia – opuszczono banderę na parowcu SS „Sołdek”, pierwszym polskim statku wybudowanym po wojnie.

## Wydarzenia na świecie
- 1 stycznia:
  - Włochy objęły prezydencję w Radzie Unii Europejskiej.
  - 71 osób zginęło, a około 400 zostało rannych w trzęsieniu ziemi na portugalskim archipelagu Azory.
- 3 stycznia – Francisco Sá Carneiro został premierem Portugalii.
- 4 stycznia – w reakcji na radziecką interwencję w Afganistanie prezydent USA Jimmy Carter ogłosił wprowadzenie sankcji polityczno-gospodarczych wobec ZSRR.
- 6 stycznia – rozpoczęto odmierzanie czasu GPS.
- 8 stycznia – na Kubie utworzono Park Narodowy Turquino.
- 9 stycznia – w Arabii Saudyjskiej ścięto publicznie 63 islamskich radykałów, którzy w listopadzie 1979 roku brali udział w zajęciu meczetu w Mekce.
- 14 stycznia – Partia Kongresowa Indiry Gandhi przejęła władzę w Indiach.
- 21 stycznia – w katastrofie irańskiego Boeinga 727 w prowincji Markazi na zachodzie Iranu zginęło 120 osób.
- 22 stycznia – fizyk i dysydent Andriej Sacharow został aresztowany i skazany na wewnętrzne wygnanie do miasta Gorki (Niżny Nowogród) z powodu krytyki radzieckiej interwencji w Afganistanie.
- 23 stycznia – prezydent USA Jimmy Carter ogłosił tzw. Doktrynę Cartera, dotyczącą zabezpieczenia amerykańskich interesów w Zatoce Perskiej.
- 25 stycznia – Abol Hassan Bani-Sadr został wybrany prezydentem Islamskiej Republiki Iranu.
- 26 stycznia:
  - Izrael i Egipt nawiązały stosunki dyplomatyczne.
  - w Auckland, Amerykanka Mary Decker-Slaney ustanowiła rekord świata w biegu 1 milę (4.21,7 s.)
- 27 stycznia – otwarto granicę między Izraelem a Egiptem.
- 31 stycznia:
  - 39 wieśniaków okupujących hiszpańską ambasadę w Gwatemali zginęło w pożarze budynku, który wybuchł podczas interwencji wojska.
  - królowa Holandii Juliana zapowiedziała w wystąpieniu telewizyjnym swoją abdykację w dniu 71. urodzin (30 kwietnia 1980), na rzecz córki Beatrycze.
- 1 lutego – masakra gwatemalskich studentów i chłopów okupujących pokojowo ambasadę Hiszpanii dokonana przez reżim wojskowy Gwatemali.
- 2 lutego – telewizja NBC poinformowała o prowadzonej przez FBI od 1978 roku operacji specjalnej „Abscam”, wymierzonej w skorumpowanych kongresmenów i senatorów.
- 4 lutego – Abol Hassan Bani-Sadr został pierwszym prezydentem Iranu.
- 10 lutego – w Brazylii została założona Partia Pracujących (PT).
- 11 lutego – premiera filmu Moskwa nie wierzy łzom.
- 13–25 lutego – XIII Zimowe Igrzyska Olimpijskie w Lake Placid.
- 17 lutego – pierwsze zimowe wejście na Mount Everest dokonane przez polskich himalaistów, Leszka Cichego i Krzysztofa Wielickiego.
- 18 lutego – otwarto ambasadę Izraela w Kairze.
- 20 lutego – USA postanowiły zbojkotować letnie igrzyska olimpijskie w Moskwie w ramach sankcji za interwencję w Afganistanie.
- 21 lutego – Kennedy Alphonse Simonds został premierem Saint Kitts i Nevis.
- 22 lutego – składająca się z amatorów hokejowa reprezentacja USA pokonała w meczu rundy medalowej turnieju olimpijskiego w Lake Placid reprezentację ZSRR 4:3 (tzw. „Cud na lodzie”).
- 24 lutego – w Izraelu została wprowadzona nowa waluta – szekel.
- 25 lutego – podpułkownik Dési Bouterse dokonał wojskowego zamachu stanu w Surinamie.
- 1 marca – został odkryty księżyc Saturna – Helena.
- 3 marca:
  - Pierre Trudeau został po raz drugi premierem Kanady.
  - Prem Tinsulanonda został premierem Tajlandii.
  - został wycofany ze służby pierwszy atomowy okręt podwodny USS Nautilus.
- 4 marca – Robert Mugabe został premierem Zimbabwe.
- 5 marca:
  - utworzono Park Narodowy Channel Islands w Kalifornii.
  - premiera filmu Skąpiec.
- 6 marca – pisarka Marguerite Yourcenar jako pierwsza kobieta została wybrana do Akademii Francuskiej.
- 9 marca:
  - odbyły się pierwsze wybory do parlamentu baskijskiego.
  - Kanadyjczyk Steve Collins został w wieku 15 lat najmłodszym skoczkiem narciarskim, który wygrał zawody w ramach Pucharu Świata.
- 11 marca – założono Niemiecki Instytut Kultury Polskiej w Darmstadt.
- 13 marca:
  - został odkryty księżyc Saturna – Kalipso.
  - amerykański seryjny morderca John Wayne Gacy został skazany na karę śmierci.
- 18 marca – 50 osób zginęło na kosmodromie w Plesiecku, gdy w czasie napełniania paliwem eksplodowała rakieta Wostok.
- 21 marca – Stany Zjednoczone ogłosiły bojkot Igrzysk Olimpijskich w Moskwie, w proteście przeciwko radzieckiej interwencji w Afganistanie.
- 24 marca – zastrzelono arcybiskupa Salwadoru, obrońcę praw człowieka Oscara Romero.
- 26 marca – założono międzynarodowe komercyjne przedsiębiorstwo Arianespace, zajmujące się transportem kosmicznym.
- 27 marca:
  - nastąpił krach i panika na rynku handlu srebrem (tzw. „srebrny czwartek”).
  - 123 osoby zginęły w wyniku runięcia na Morzu Północnym norweskiej platformy wiertniczej Alexander Kjelland.
- 30 marca – ustanowiono nową flagę Syrii.
- 5 kwietnia – w centrum Tajpej – stolicy Republiki Chińskiej (Tajwanu) – odsłonięto Halę Pamięci Czang Kaj-szeka.
- 7 kwietnia:
  - Stany Zjednoczone zerwały stosunki dyplomatyczne z Iranem.
  - 5 palestyńskich terrorystów przekroczyło granicę libańsko-izraelską i zaatakowało kibuc Misgaw Am, biorąc 9 dzieci jako zakładników. W wyniku szturmu izraelskich komandosów zginęli wszyscy terroryści, dziecko, sekretarz kibucu i antyterrorysta, a 4 dzieci zostało rannych.
- 8 kwietnia – Voyager 1 odkrył Telesto, jeden z księżyców Saturna.
- 9 kwietnia – został wystrzelony statek kosmiczny Sojuz 35.
- 12 kwietnia:
  - w wojskowym zamachu stanu został obalony i zamordowany prezydent Liberii William Richard Tolbert Jr.
  - w brazylijskim Florianópolis 55 osób zginęło w katastrofie Boeinga 727 linii Transbrasil.
  - chory na raka Terry Fox rozpoczął bieg w poprzek Kanady.
- 14 kwietnia:
  - odbyła się 52. ceremonia wręczenia Oscarów.
  - ukazał się debiutancki album brytyjskiej grupy Iron Maiden pt. Iron Maiden.
- 17 kwietnia – Wielka Brytania przyznała niepodległość Zimbabwe.
- 18 kwietnia – Zimbabwe (dotychczasowa Rodezja) uzyskało niepodległość (od Wielkiej Brytanii). Pierwszym prezydentem został Canaan Banana, a premierem Robert Mugabe.
- 19 kwietnia – w Hadze odbył się 25. Konkurs Piosenki Eurowizji.
- 22 kwietnia – 313 osób zginęło w wyniku zatonięcia po kolizji z tankowcem filipińskiego promu pasażerskiego MV „San Juan”.
- 24 kwietnia – Operacja Orli Szpon: doszło do nieudanej próby odbicia zakładników z ambasady USA w Teheranie.
- 25 kwietnia – 146 osób zginęło w katastrofie brytyjskiego Boeinga 727 na Wyspach Kanaryjskich.
- 26 kwietnia – w niemieckiej stoczni został zwodowany prom pasażersko-samochodowy MF Estonia.
- 30 kwietnia:
  - holenderska królowa Juliana abdykowała na rzecz swojej córki Beatrycze.
  - Londyn: sześciu terrorystów wtargnęło do irańskiej ambasady i wzięło jej pracowników jako zakładników. 5 maja zostali uwolnieni w wyniku szturmu jednostki specjalnej SAS.
- 2 maja – rozpoczęła się 5. podróż apostolska Jana Pawła II do sześciu krajów afrykańskich.
- 5 maja:
  - Konstandinos Karamanlis został prezydentem Grecji.
  - Operacja Nimrod: oddział antyterrorystyczny uwolnił zakładników przetrzymywanych w irańskiej ambasadzie w Londynie.
- 8 maja – Światowa Organizacja Zdrowia (WHO) ogłosiła świat wolny od ospy.
- 9 maja – premiera horroru Piątek, trzynastego w reżyserii Seana S. Cunninghama.
- 11 maja:
  - Władysław Kozakiewicz ustanowił w Mediolanie rekord świata w skoku o tyczce (5,72 m).
  - czechosłowacki astronom Ladislav Brožek odkrył asteroidę nr 3834 JE, która została nazwana ZappaFrank.
- 12 maja – prezydent Ugandy Godfrey Binaisa został obalony przez wojsko.
- 16 maja – premiera amerykańskiego musicalu filmowego Sława w reżyserii Alana Parkera.
- 17 maja – w Korei Południowej wprowadzono stan wojenny.
- 18 maja:
  - w wyniku erupcji wulkanu Mount St. Helens w amerykańskim stanie Waszyngton zginęło 57 osób.
  - w południowokoreańskim Gwangju doszło do masakry studentów protestujących przeciwko wojskowej dyktaturze generała Chun Doo Hwana.
  - obalony w 1968 roku przez wojsko Fernando Belaúnde Terry zwyciężył ponownie w wyborach prezydenckich w Peru.
  - w Jenie Niemka Karin Roßley ustanowiła rekord świata w biegu na 400 m ppł. (54,28 s.)
- 20 maja – 59,5% spośród głosujących w referendum w kanadyjskiej prowincji Quebec opowiedziało się przeciwko ogłoszeniu przez nią niepodległości.
- 21 maja:
  - południowoafrykańska wojna graniczna: zwycięstwo Afrykanerów nad rebeliantami angolańskimi w bitwie o Savate.
  - premiera filmu science fiction Gwiezdne wojny: część V – Imperium kontratakuje w reżyserii Irvina Kershnera.
- 22 maja – ukazała się gra komputerowa Pac-Man.
- 23 maja – premiera horroru Lśnienie w reżyserii Stanleya Kubricka.
- 25 maja – na mityngu w niemieckim Eberstadt Jacek Wszoła ustanowił rekord świata w skoku wzwyż (2,35 m).
- 26 maja:
  - został wystrzelony Sojuz 36 z pierwszym węgierskim kosmonautą Bertalanem Farkasem.
  - brytyjska interwencja zbrojna na zbuntowanej wyspie Tanna w archipelagu Nowe Hebrydy (obecnie Vanuatu).
- 27 maja:
  - Hua Guofeng jako pierwszy w historii premier Chin przybył z wizytą do Japonii.
  - w południowokoreańskim mieście Kwangju (Gwangju) wojsko krwawo stłumiło trwające od 18 maja powstanie skierowane przeciwko zamachowi stanu z 12 grudnia 1979 i rządom wojskowej dyktatury gen. Chun Doo-hwana. Według oficjalnych danych zginęło 207 osób, a 987 zostało rannych.
- 28 maja – 2 miesiące przed formalnym uzyskaniem niepodległości przez Vanuatu słabo uzbrojeni zwolennicy ruchu Nagriamel opanowali wyspę Espiritu Santo i ogłosili utworzenie niezależnej Republiki Vemerana.
- 30 maja – rozpoczęła się wizyta Jana Pawła II we Francji.
- 1 czerwca – amerykańska telewizja informacyjna CNN rozpoczęła emisję.
- 5 czerwca – rozpoczęła się misja załogowa Sojuz T-2 na stację orbitalną Salut 6.
- 9 czerwca – zakończyła się misja załogowa Sojuz T-2.
- 11 czerwca – we Włoszech rozpoczęły się VI Mistrzostwa Europy w Piłce Nożnej.
- 20 czerwca – premiera filmu przygodowego Błękitna laguna w reżyserii Randala Kleisera.
- 22 czerwca – w finale rozgrywanych we Włoszech VI Mistrzostw Europy w Piłce Nożnej RFN pokonała Belgię 2:1.
- 23 czerwca – wojna kambodżańsko-wietnamska: stoczono bitwę o Non Mak Mun.
- 26 czerwca – prezydent Syrii Hafiz al-Asad został lekko ranny w zamachu zorganizowanym przez Braci Muzułmańskich.
- 27 czerwca – w katastrofie lotniczej samolotu McDonnell Douglas DC-9 linii lotniczych Aerolinee Itavia u wybrzeży Sycylii zginęło 81 osób na pokładzie; oficjalnych przyczyn nie ustalono, po 33 latach od katastrofy włoski sąd orzekł, że są dowody wskazujące na zestrzelenie rakietą przeciwlotniczą.
- 28 czerwca – na Florydzie utworzono Park Narodowy Biscayne.
- 29 czerwca – pierwsza kobieta w Europie na stanowisku prezydenta: Vigdis Finnbogadóttir – prezydent Islandii.
- 30 czerwca – rozpoczęła się 7. podróż apostolska Jana Pawła II do Brazylii.
- 1 lipca:
  - Luksemburg objął prezydencję w Radzie Unii Europejskiej
  - O Canada stało się oficjalnym hymnem Kanady.
- 3 lipca – w Mediolanie, Amerykanin Edwin Moses ustanowił rekord świata w biegu na 400 m ppł. wynikiem 47,13 s.
- 7 lipca – 166 osób zginęło w katastrofie samolotu Tu-154B w Kazachstanie.
- 19 lipca-3 sierpnia – XXII Letnie Igrzyska Olimpijskie w Moskwie.
- 23 lipca:
  - zespół ABBA wydał płytę „Gracias Por La Musica”.
  - Wietnamczyk Phạm Tuân, uczestnik lotu Sojuza 37 na stację orbitalną Salut 6, został pierwszym Azjatą w kosmosie.
- 25 lipca:
  - prezydent Jimmy Carter podpisał doktrynę ograniczonej wojny jądrowej.
  - został wydany album Back in Black australijskiej grupy AC/DC, sprzedany w 50 milionach kopii oraz plasujący się na 2 miejscu listy najlepiej sprzedających się płyt wszech czasów.
- 29 lipca – została ustanowiona flaga Iranu.
- 30 lipca:
  - izraelski parlament Kneset uchwalił ustawę Podstawowe Prawo Jerozolimy, która stwierdza, że zjednoczona Jerozolima jest stolicą Izraela.
  - francusko-brytyjskie kondominium Nowe Hebrydy uzyskało niepodległość pod nazwą Vanuatu.
  - Letnie Igrzyska Olimpijskie w Moskwie: Władysław Kozakiewicz ustanowił rekord świata (5,78 m) i został mistrzem olimpijskim w skoku o tyczce.
- 2 sierpnia – zamach bombowy prawicowych ekstremistów na dworzec kolejowy w Bolonii spowodował śmierć 80 osób.
- 19 sierpnia – na lotnisku w Rijadzie spłonął po awaryjnym lądowaniu Lockheed L-1011 linii Saudi Arabian Airlines. Zginęło 301 osób.
- 20 sierpnia – Reinhold Messner dokonał pierwszego solowego wejścia na Mount Everest.
- 25 sierpnia – Zimbabwe zostało członkiem ONZ.
- 27 sierpnia – w Koblencji, Brytyjczyk Steve Ovett ustanowił rekord świata w biegu na 1500 m wynikiem 3.31,36 s.
- 5 września – został oddany do użytku drogowy tunel Świętego Gotarda.
- 11 września – została przyjęta w referendum konstytucja Chile.
- 12 września – przewrót wojskowy w Turcji.
- 14 września – odsłonięto Pomnik Katyński w Toronto.
- 15 września – premiera serialu Szogun.
- 16 września – Saint Vincent i Grenadyny zostało członkiem ONZ.
- 18 września – uczestnik misji Sojuz 38 Arnaldo Tamayo Méndez został pierwszym Kubańczykiem w kosmosie.
- 22 września – Irak zaatakował Iran, co zapoczątkowało trwającą blisko osiem lat wojnę w Zatoce Perskiej.
- 23 września – w Pittsburghu odbył się ostatni koncert Boba Marleya.
- 25 września – Kabul: pierwszy kongres Democratic Youth Organization of Afghanistan.
- 26 września:
  - w zamachu bombowym na Oktoberfest w Monachium zginęło 13 osób; rannych zostało 219.
  - dokonano oblotu chińskiego samolotu pasażerskiego Shanghai Y-10.
- 28 września – odkryto kometę 89P/Russell.
- 30 września – zawarto porozumienie o zakupie przez Wielką Brytanię amerykańskich pocisków balistycznych Trident.
- 3 października – zamach bombowy na synagogę w Paryżu.
- 5 października – w RFN odbyły się wybory parlamentarne.
- 10 października:
  - w Szalif (Algieria) wskutek trzęsienia ziemi zginęło ponad 3,5 tys. osób, a około 10 tys. zostało rannych.
  - w Salwadorze powstała lewicowa organizacja partyzancka Front Wyzwolenia Narodowego im. Farabundo Marti (FMLN).
- 11 października – na Ziemię powrócili Leonid Popow i Walerij Riumin, po rekordowych wówczas 185 dniach spędzonych na orbicie.
- 17 października – Elżbieta II została przyjęta w Watykanie przez papieża Jana Pawła II jako pierwszy w historii brytyjski monarcha.
- 18 października – Arnaldo Forlani został premierem Włoch.
- 20 października:
  - Grecja powróciła do zintegrowanej struktury wojskowej NATO.
  - ukazał się debiutancki album Boy grupy U2.
- 23 października – Nikołaj Tichonow został premierem ZSRR.
- 24 października – Paul McCartney został wpisany do Księgi Rekordów Guinnessa jako kompozytor i artysta, którego utwory sprzedawały się najlepiej w historii muzyki.
- 25 października:
  - odkryto księżyce Saturna – Pandorę i Prometeusza.
  - Szafik al-Wazzan został premierem Libanu.
- 30 października – Salwador i Honduras podpisały traktat pokojowy, kończący trwający od 1969 spór graniczny, tzw. wojnę futbolową.
- 3 listopada – ukazał się album Super Trouper grupy ABBA.
- 4 listopada – Ronald Reagan został wybrany 40. prezydentem USA.
- 9 listopada – wojna iracko-irańska: Saddam Husajn ogłosił wojnę przeciw Iranowi.
- 12 listopada – NASA: sonda Voyager 1 zbliżyła się do Saturna i wykonała pierwsze fotografie jego pierścieni.
- 14 listopada:
  - Gwinea Bissau: przeprowadzono bezkrwawy zamach stanu.
  - premiera filmu Wściekły Byk.
- 15 listopada – rozpoczęła się wizyta Jana Pawła II w RFN.
- 17 listopada – Yoko Ono i John Lennon wydali album Double Fantasy.
- 20 listopada – w Pekinie rozpoczął się proces bandy czworga.
- 21 listopada – w Las Vegas 87 osób zginęło, a ponad 650 zostało rannych w wyniku pożaru MGM Grand Hotel.
- 23 listopada – Włochy: w trzęsieniu ziemi z epicentrum pod Neapolem zginęło 2914 osób.
- 24 listopada – utworzono Park Narodowy Jeziora Malawi.
- 25 listopada – pułkownik Saye Zerbo przeprowadził zamach stanu w Górnej Wolcie (obecnie Burkina Faso).
- 27 listopada – wystrzelono statek kosmiczny Sojuz T-3 z trzynastą misją załogową na stację orbitalną Salut 6.
- 28 listopada – wojna iracko-irańska: rozpoczęła się dwudniowa irańska operacja Morvarid, w wyniku której zniszczonych zostało około 70% jednostek irackiej marynarki wojennej.
- 30 listopada – papież Jan Paweł II wydał encyklikę Dives in misericordia.
- 2 grudnia – na Alasce utworzono 8 parków narodowych.
- 4 grudnia:
  - w katastrofie lotniczej pod Lizboną zginęli: premier Portugalii Francisco Sá Carneiro, minister obrony Adelino Amaro da Costa wraz ze swymi żonami, szef gabinetu premiera i 2 pilotów.
  - w oświadczeniu prasowym ogłoszono rozpad angielskiej grupy muzycznej Led Zeppelin, która była jednym z pionierów hard rocka.
- 8 grudnia – w Nowym Jorku Mark David Chapman zastrzelił członka zespołu The Beatles Johna Lennona.
- 10 grudnia:
  - Czesław Miłosz odebrał literacką nagrodę Nobla.
  - w Ugandzie odbyły się pierwsze od 1962 roku wybory parlamentarne, w których zwyciężył Kongres Ludowy Ugandy, co umożliwiło powrót do władzy prezydentowi Miltonowi Obote, obalonemu w 1971 roku przez generała Idi Amina.
- 11 grudnia – premiera pierwszego odcinka serialu kryminalnego Magnum.
- 13 grudnia – zlikwidowano komunikację tramwajową na Placu Wacława w Pradze.
- 17 grudnia – Milton Obote został drugi raz prezydentem Ugandy.
- 19 grudnia – w Południowej Afryce utworzono bantustan Tswanaland.
- 21 grudnia – w katastrofie samolotu Sud Aviation Caravelle pod kolumbijskim miastem Ríohacha zginęło 70 osób.
- 26 grudnia – były środkowoafrykański dyktator Jean-Bédel Bokassa został skazany zaocznie na karę śmierci.
- W amerykańskim mieście Athens (stan Georgia) uformował się zespół R.E.M.
- W Paryżu odbyła się pierwsza Międzynarodowa Konferencja Irydologów.
- Data dzienna nieznana:
- Utworzono Batalion Atlacatl

## Dane statystyczne
- Ludność świata: 4 433,8 mln
  - Azja: 2632 mln (59,4%)
  - Europa: 692 mln (15,6%)
  - Afryka: 470 mln (10,6%)
  - Ameryka Łacińska: 361 mln (8,14%)
  - Ameryka Północna: 256 mln (5,77%)
  - Oceania: 22,8 mln (0,51%)
- Najludniejsze państwa świata[4]
  - 1.ChRL: 984 736 tys. (22,21% ludności świata)
  - 2.Indie: 684 888 tys. (15,45%)
  - 3.USA: 227 225 tys. (5,12%)
  - 4.Indonezja: 150 467 tys. (3,39%)
  - 5.ZSRR: 139 039 tys. (3,30%)
  - 6.Brazylia: 123 020 tys. (2,77%)
  - 7.Japonia: 116 807 tys. (2,63%)
  - 8.Bangladesz: 87 937 tys. (1,98%)
  - 9.Pakistan: 85 219 tys. (1,92%)
  - 10.RFN+NRD: 78 298 tys. (1,77%)

## Urodzili się
- 1 stycznia:
  - Katarzyna Bachleda-Curuś, polska łyżwiarka szybka
  - Bombino, nigerski muzyk
  - Richie Faulkner, brytyjski gitarzysta, członek zespołu Judas Priest
  - Olivia Ruiz, francuska piosenkarka
- 2 stycznia:
  - Florin Bratu, rumuński piłkarz
  - Abdoulaye Camara, malijski piłkarz
  - David Gyasi, brytyjski aktor pochodzenia ghańskiego
  - Oli Thompson, brytyjski strongman, zawodnik mieszanych sztuk walki (MMA)
- 3 stycznia:
  - Héctor Romero, wenezuelski koszykarz
  - Necati Ateş, turecki piłkarz
  - Bryan Clay, amerykański lekkoatleta, wieloboista
  - Frauke Dirickx, belgijska siatkarka
  - Federico Insúa, argentyński piłkarz
  - Raoul Kouakou, iworyjski piłkarz
  - Federico Luzzi, włoski tenisista (zm. 2008)
  - Claudio Maldonado, chilijski piłkarz
  - Mary Wineberg, amerykańska lekkoatletka, sprinterka
- 4 stycznia:
  - Atli Viðar Björnsson, islandzki piłkarz
  - Erin Cahill, amerykańska aktorka
  - D’Arcy Carden, amerykańska aktorka, komik
  - Greg Cipes, amerykański aktor, muzyk
  - Mohamed Aboul Ela, egipski piłkarz
  - Adam Falkiewicz, polski muzyk, kompozytor (zm. 2007)
  - Dylan Fergus, amerykański aktor, reżyser i producent filmowy
  - Damien Kinloch, amerykański koszykarz
  - Miguel, portugalski piłkarz
  - Aaron Pettway, amerykański koszykarz
  - Jarosław Popowycz, ukraiński kolarz szosowy
  - Milena Rosner, polska siatkarka
  - Michał Toczyski, polski producent filmowy i telewizyjny
  - Mariola Wojtowicz, polska siatkarka
- 5 stycznia:
  - Anna Andrejuvová, słowacka prawnik, polityk
  - Srđan Andrić, chorwacki piłkarz
  - Davor Bernardić, chorwacki polityk
  - Katarzyna Borek, polska pianistka, kompozytorka
  - Maksim Bramatkin, rosyjski aktor (zm. 2021)
  - Sebastian Deisler, niemiecki piłkarz
  - Georgia Gould, amerykańska kolarka górska i przełajowa
  - Huang Qiuyan, chińska lekkoatletka, trójskoczkini
  - Li Ting, chińska tenisistka
  - Ikuko Nishikori, japońska lekkoatletka, tyczkarka
  - Marta Panas-Goworska, polska pisarka
  - Chema Rodríguez, hiszpański piłkarz ręczny
  - Marek Szubert, polski wokalista, gitarzysta, członek zespołów: Heretique i Spatial
  - Santiago Ventura, hiszpański tenisista
- 6 stycznia:
  - Cathrine Downing, amerykańska zapaśniczka
  - Beata Kamińska, polska pływaczka
  - Steed Malbranque, francuski piłkarz
  - Mihael Mikić, chorwacki piłkarz
  - Štefan Senecký, słowacki piłkarz, bramkarz
- 7 stycznia:
  - Esmeral Tunçluer, turecka koszykarka
  - David Arroyo, hiszpański kolarz szosowy
  - Maksym Biłecki, ukraiński piłkarz
  - Anna Łęcka-Dobrowolska, polska łuczniczka
  - Ivan Moody, amerykański wokalista, członek zespołów: Motograter(inne języki), Ghost Machine i Five Finger Death Punch, aktor
  - Adékambi Olufadé, togijski piłkarz
  - Deris Umanzor, salwadorski piłkarz
  - Michael Wright, amerykański koszykarz (zm. 2015)
- 8 stycznia:
  - Stefano Mauri, włoski piłkarz
  - Rachel Nichols, amerykańska aktorka
  - Agnieszka Pomaska, polska polityk, poseł na Sejm RP
  - Lucia Recchia, włoska narciarka alpejska
  - Sam Riley, brytyjski aktor
- 9 stycznia:
  - Arta Bajrami, albańska piosenkarka
  - Thomas Burgstaller, austriacki piłkarz
  - Francisco Pavón, hiszpański piłkarz
  - Michał Szułdrzyński, polski politolog, dziennikarz, publicysta
  - Maciej Tataj, polski piłkarz
  - Uroš Zorman, słoweński piłkarz ręczny, trener
- 10 stycznia:
  - Nelson Cuevas, paragwajski piłkarz
  - Fernanda Ferreira, brazylijska siatkarka
  - Petri Lindroos, fiński gitarzysta, wokalista, członek zespołu Ensiferum
  - Bernat Martínez, hiszpański motocyklista wyścigowy (zm. 2015)
  - Aleksandr Pogoriełow, rosyjski lekkoatleta, wieloboista
  - Karol Radziszewski, polski malarz, performer, publicysta
  - Sarah Shahi, amerykańska aktorka
  - Rastislav Staňa, słowacki hokeista, bramkarz
- 11 stycznia:
  - Geovanni, brazylijski piłkarz
  - Jung Jae-eun, południowokoreańska zawodniczka taekwondo
  - Gökdeniz Karadeniz, turecki piłkarz
  - Klaudia Pasternak, polska kompozytorka, dyrygentka
  - Christian Wetklo, niemiecki piłkarz, bramkarz
  - Damien Wilkins, amerykański koszykarz
- 12 stycznia:
  - Amerie, amerykańska piosenkarka
  - Omar Barlett, amerykański koszykarz
  - Yūzō Ikeda, japoński skoczek narciarski
  - Alfredo Moreno, argentyński piłkarz
  - Akiko Morigami, japońska tenisistka
  - Adina Pintilie, rumuńska reżyserka i scenarzystka filmowa
- 13 stycznia – Wolfgang Loitzl, austriacki skoczek narciarski, mistrz świata
- 14 stycznia:
  - Carlos Alvarado Quesada, kostarykański polityk, prezydent Kostaryki
  - Cory Gibbs, amerykański piłkarz
  - Austin Kincaid, amerykańska aktorka pornograficzna
  - Piotr Konca, polski gitarzysta, członek zespołu IRA
  - Monika Kuszyńska, polska wokalistka, członkini zespołu Varius Manx
  - Andrija Žižić, chorwacki koszykarz
- 15 stycznia:
  - Tommy Adams, amerykański koszykarz
  - Katarzyna Głowala, polska ekonomistka, urzędniczka państwowa
  - Anna Guzowska, polska lekkoatletka, sprinterka
  - Matt Holliday, amerykański baseballista
  - Marek Kaliszuk, polski aktor
  - Lydia, hiszpańska piosenkarka
  - Arkadiusz Sobecki, polski hokeista, bramkarz
- 16 stycznia – Lin-Manuel Miranda, amerykański aktor, dramatopisarz, kompozytor, raper i pisarz
- 17 stycznia:
  - Zooey Deschanel, amerykańska aktorka, piosenkarka
  - Dawid Jung, polski śpiewak operowy, poeta, prozaik, krytyk literacki i teatralny, wydawca
  - Roman Monariow, rosyjski piłkarz, trener pochodzenia ukraińskiego
  - Mildred Odwako, kenijska siatkarka
  - Grégory Rast, szwajcarski kolarz szosowy
  - Natalja Sutiagina, rosyjska pływaczka
  - Kylie Wheeler, australijska lekkoatletka, wieloboistka
- 18 stycznia:
  - Edgar Álvarez, honduraski piłkarz
  - Nenad Brnović, czarnogórski piłkarz
  - Krzysztof Cabaj, polski informatyk
  - Estelle, brytyjska piosenkarka
  - Robert Green, angielski piłkarz, bramkarz
  - Rodrigo Guirao Díaz, argentyński aktor, model
  - Mick Kenney, brytyjski muzyk, kompozytor, członek zespołu Anaal Nathrakh
  - Piotr Klimczak, polski lekkoatleta, sprinter
  - Daniel Różyński, polski porucznik (zm. 2004)
  - Jason Segel, amerykański aktor, lalkarz, muzyk, scenarzysta telewizyjny i filmowy
  - Marcin Sitek, polski aktor, kabareciarz
  - Răzvan Stanca, rumuński piłkarz, bramkarz
  - Jesús Vázquez, hiszpański piłkarz
- 19 stycznia:
  - Jenson Button, brytyjski kierowca wyścigowy
  - Anna Incerti, włoska lekkoatletka, biegaczka długodystansowa
  - Kotoko, japońska piosenkarka, kompozytorka, autorka tekstów
  - Luke Macfarlane, kanadyjski aktor
  - Bartłomiej Piotrowski, polski hokeista
  - Ilona Szymerska, polska lekkoatletka, sprinterka
- 20 stycznia:
  - Cristián Álvarez, chilijski piłkarz
  - Dorota Bayer, polska szachistka
  - Joo Se-hyuk, południowokoreański tenisista stołowy
  - Damian Moszczyński, polski piłkarz ręczny
  - Petra Rampre, słoweńska tenisistka
  - Maksym Starcew, ukraiński piłkarz, bramkarz
  - Matthew Tuck, brytyjski muzyk, wokalista, członek zespołu Bullet for My Valentine
- 21 stycznia:
  - Troy Dumais, amerykański skoczek do wody
  - Karsten Forsterling, australijski wioślarz
  - Lee Kyung-won, południowokoreańska badmintonistka
  - Kevin McKenna, kanadyjski piłkarz
  - Nana Mizuki, japońska piosenkarka, autorka tekstów, aktorka głosowa
  - Gifton Noel-Williams, angielski piłkarz
  - Alexander Os, norweski biathlonista
  - Xavier Pons, hiszpański kierowca rajdowy
  - David Ruud, szwedzki żużlowiec
- 22 stycznia:
  - Amy Cotton, kanadyjska judoczka
  - Ailo Gaup, norweski motocrossowiec freestyle’owy
  - Christopher Masterson, amerykański aktor
  - Kinga Stefańska, polska tenisistka stołowa
  - Marta Szeliga-Frynia, polska curlerka
  - Jonathan Woodgate, angielski piłkarz
  - Lizz Wright, amerykańska piosenkarka, kompozytorka
- 23 stycznia:
  - Unai Expósito, hiszpański piłkarz narodowości baskijskiej
  - Mahesh Gawli, indyjski piłkarz
  - Paweł Kowalczuk, polski koszykarz
  - Anna Wielgucka, polska aktorka
- 24 stycznia:
  - Yordanis Arencibia, kubański judoka
  - Jofre, hiszpański piłkarz
  - Anniara Muñoz, kubańska siatkarka
  - Atli Sveinn Þórarinsson, islandzki piłkarz
  - Wilmar Roldán, kolumbijski sędzia piłkarski
  - Rebecca Romero, brytyjska wioślarka, kolarka torowa i szosowa
  - Suzy, portugalska piosenkarka
- 25 stycznia:
  - Paulo Assunção, brazylijski piłkarz
  - Christian Baptiste, trynidadzko-tobagijski piłkarz
  - David Dorůžka, czeski gitarzysta i kompozytor jazzowy
  - Filip Dylewicz, polski koszykarz
  - Alli Mauzey, amerykańska aktorka i piosenkarka
  - Michelle McCool, amerykańska wrestlerka
  - Christian Olsson, szwedzki lekkoatleta, trójskoczek
  - Grégory Pujol, francuski piłkarz
  - Marcin Rój, polski aktor
  - Władimir Smorczkow, rosyjski sztangista
  - Magdalena Szczepańska, polska lekkoatletka, wieloboistka
  - Efstatios Tawlaridis, grecki piłkarz
  - Xavi, hiszpański piłkarz
- 26 stycznia:
  - Zbigniew Bogucki, polski prawnik, polityk, wojewoda zachodniopomorski
  - Rafał Okoniewski, polski żużlowiec
  - Ili Mitri, libański aktor filmowy
  - David Penalva, portugalski rugbysta
- 27 stycznia:
  - Sherzod Husanov, uzbecki bokser
  - Dragan Naczewski, północnomacedoński piłkarz
  - Eva Padberg, niemiecka modelka
  - Marat Safin, rosyjski tenisista
  - Arne Sneli, norweski skoczek narciarski
  - Tore Sneli, norweski skoczek narciarski
  - Andreas Tölzer, niemiecki judoka
  - Wang Yaping, pilotka wojskowa, tajkonautka
  - Jiří Welsch, czeski koszykarz
- 28 stycznia – Nick Carter, amerykański piosenkarz, członek zespołu Backstreet Boys
- 29 stycznia:
  - Katherine Endacott, brytyjska lekkoatletka, sprinterka
  - Jan Matura, czeski skoczek narciarski
- 30 stycznia:
  - Krzysztof Bieńkowski, polaki nauczyciel, samorządowiec i polityk, senator
  - Dariusz Brzozowski, polski perkusista
  - Zurab Menteszaszwili, gruziński piłkarz
  - Yandro Quintana, kubański zapaśnik
  - Wilmer Valderrama, amerykański aktor komediowy pochodzenia kolumbijsko-wenezuelskiego
  - Cédric Varrault, francuski piłkarz
  - Marlene Weingärtner, niemiecka tenisistka
  - Angela Williams, amerykańska lekkoatletka, sprinterka
  - Lee Zeldin, amerykański polityk, kongresman
- 1 lutego:
  - Goga Aszkenazi, kazachsko-rosyjska bizneswoman
  - Kenan Hasagić, bośniacki piłkarz, bramkarz
  - Moisés Muñoz, meksykański piłkarz, bramkarz
  - Ellen Trane Nørby, duńska polityk
  - Aleksander Šeliga, słoweński piłkarz, bramkarz
  - Paulo da Silva, paragwajski piłkarz
- 2 lutego:
  - Gucci Mane, amerykański raper
  - Oleguer Presas, hiszpański piłkarz
  - Carlos Prieto, hiszpański piłkarz ręczny
  - Nina Zilli, włoska piosenkarka
- 5 lutego:
  - Cristian Dancia, rumuński piłkarz
  - Reggie Davani, papuaski piłkarz
  - Borys Kossakowski, polski dziennikarz, prozaik, poeta, muzyk
  - Jo Swinson, szkocka polityk
- 7 lutego:
  - Dalibor Bagarić, chorwacki koszykarz
  - Duncan Grant, nowozelandzki wioślarz
  - David Mateus, portugalski rugbysta
  - Diogo Mateus, portugalski rugbysta
  - Simone Raineri, włoski wioślarz
  - Magdalena Schejbal, polska aktorka
- 8 lutego:
  - Taras Bidenko, ukraiński bokser
  - Aleksandr Çertoqanov, azerski piłkarz pochodzenia ukraińskiego
  - Rok Kolander, słoweński wioślarz
  - Todor Kolew, bułgarski piłkarz
  - Maja Simanić, serbska siatkarka
  - Icik Szmuli, izraelski nauczyciel, działacz społeczny, polityk
  - Yang Wei, chiński gimnastyk
- 9 lutego:
  - Andrzej Bystram, polski piłkarz ręczny, trener
  - Angelos Charisteas, grecki piłkarz
  - Kim Dong-sung, południowokoreański łyżwiarz szybki, specjalista short tracku
  - Margarita Levieva, amerykańska aktorka pochodzenia rosyjskiego
  - Tang Junmei, chińska lekkoatletka, tyczkarka
- 10 lutego:
  - Marko Baacke, niemiecki kombinator norweski
  - Michał Nowak, polski basista, członek zespołu Feel
  - Patricia Soto, peruwiańska siatkarka
  - Jurga Šeduikytė, litewska piosenkarka
  - Bruno Šundov, chorwacki koszykarz
- 11 lutego:
  - Magdalena Banecka, polska siatkarka
  - Mark Bresciano, australijski piłkarz pochodzenia włosko-chorwackiego
  - Titi Buengo, angolski piłkarz
  - Sherline Holness, kanadyjska siatkarka
  - Matthew Lawrence, amerykański aktor
  - Pavol Masaryk, słowacki piłkarz
  - Oscar Mascorro, meksykański piłkarz
  - Mike Mollo, amerykański bokser
- 12 lutego:
  - Yordanis Despaigne, kubański bokser
  - Juan Carlos Ferrero, hiszpański tenisista
  - Tine Rustad Kristiansen, norweska piłkarka ręczna
  - Miguel Montes, salwadorski piłkarz, bramkarz
  - Grzegorz Pilarz, polski siatkarz
  - Christina Ricci, amerykańska aktorka
- 13 lutego:
  - Karolina Gorazda, polska modelka, fotomodelka, zwyciężczyni konkursu Miss Polonia
  - Murad Hajdarau, białoruski zapaśnik
  - Sebastian Kehl, niemiecki piłkarz
- 15 lutego:
  - Alan Barbosa Domingos, brazylijski siatkarz
  - Jorgos Diamandopulos, grecki koszykarz
  - Piotr Jełfimau, białoruski piosenkarz, kompozytor
  - Samira Makhmalbaf, irańska reżyserka i scenarzystka filmowa
  - Conor Oberst, amerykański wokalista, kompozytor, członek zespołu Bright Eyes
  - Przemysław Redkowski, polski aktor
  - Jelena Sokołowa, rosyjska łyżwiarka figurowa
- 16 lutego:
  - Alina Czyżewska, polska aktorka
  - Jang Yun-jeong, południowokoreańska piosenkarka
  - Agim Kaba, amerykański aktor, producent filmowy i telewizyjny pochodzenia albańskiego
  - Daniel (Kuzniecow), rosyjski biskup prawosławny
  - Serhij Nazarenko, ukraiński piłkarz
  - Ricardo Torres, kolumbijski bokser
- 17 lutego:
  - Linor Abargil, izraelska modelka, zdobywczyni tytułu Miss World
  - Eva Dyrberg, duńska tenisistka
  - Al Harrington, amerykański koszykarz
  - Jason Ritter, amerykański aktor
  - Tomáš Rolinek, czeski hokeista
  - Marcin Wichary, polski piłkarz ręczny, bramkarz
- 18 lutego:
  - Aivar Anniste, estoński piłkarz
  - Nikołaj Antropow, kazachski hokeista
  - Florin Cezar Ouatu, rumuński piosenkarz, pianista
  - Jimi Manuwa, brytyjski zawodnik MMA pochodzenia nigeryjskiego
  - Regina Spektor, amerykańska piosenkarka, pianistka, producentka muzyczna pochodzenia żydowskiego
- 20 lutego:
  - Arthur Abraham, niemiecki bokser pochodzenia ormiańskiego
  - Artur Boruc, polski piłkarz, bramkarz
  - Imanol Harinordoquy, francuski rugbysta narodowości baskijskiej
  - Aleksandra Kauc, polska łyżwiarka figurowa
  - Rousimar Palhares, brazylijski zawodnik MMA i brazylijskiego jiu jitsu
  - Anne Poleska, niemiecka pływaczka
  - Bram Som, holenderski lekkoatleta, średniodystansowiec
- 21 lutego:
  - Tiziano Ferro, włoski piosenkarz
  - Monika Obara, polska aktorka
  - Jigme Khesar Namgyel Wangchuck, król Bhutanu
- 22 lutego:
  - Jeanette Biedermann, niemiecka piosenkarka
  - Milen Dobrew, bułgarski sztangista (zm. 2015)
  - Jimmie Ericsson, szwedzki hokeista
  - Marid Mutalimow, kazachski zapaśnik
  - Erzsébet Viski, węgierska kajakarka
- 24 lutego:
  - Marek Cichy, polski reżyser filmowy
  - Stig Rästa, estoński piosenkarz
- 25 lutego – Łukasz Biela, polski koszykarz, trener
- 26 lutego:
  - Steve Blake, amerykański koszykarz
  - Martin Jakubko, słowacki piłkarz
  - Milan Šperl, czeski biegacz narciarski
  - Aree Wiratthaworn, tajska sztangistka
- 27 lutego:
  - Brandon Beemer, amerykański aktor, model
  - Chelsea Clinton, amerykańska bizneswoman
  - Subait Khater, emiracki piłkarz
  - Alena Nieumiarżycka, białoruska lekkoatletka, sprinterka
  - Bobby Valentino, amerykański piosenkarz
- 28 lutego – Sigurd Pettersen, norweski skoczek narciarski
- 29 lutego:
  - Simon Gagné, kanadyjski hokeista
  - Andreas Jakobsson, szwedzki snowboardzista
  - Rubén Plaza, hiszpański kolarz szosowy
  - Taylor Twellman, amerykański piłkarz
  - Agata Wypych, polska piłkarka ręczna
- 1 marca:
  - Gennaro Bracigliano, francuski piłkarz, bramkarz pochodzenia włoskiego
  - Leroy Colquhoun, jamajski lekkoatleta, sprinter i płotkarz
  - Kacper Derczyński, polski piłkarz (zm. 2020)
  - Eliasz (Dorociński), polski biskup prawosławny
  - Diego Gavilán, paragwajski piłkarz
  - Rose Gilman(inne języki), brytyjska arystokratka
  - Kristina Kuźmina, rosyjska aktorka, modelka
  - Anna Siemienowicz, rosyjska łyżwiarka figurowa, piosenkarka, aktorka
  - Djimi Traoré, malijski piłkarz
  - Rudolf Urban, słowacki piłkarz
- 2 marca:
  - Juma Al-Wahaibi, omański piłkarz
  - Ingrid Bolsø Berdal, norweska aktorka, piosenkarka country
  - Robert Cheeke, amerykański kulturysta
  - Zuhal Demir, belgijska i flamandzka prawnik, działaczka samorządowa, polityk pochodzenia kurdyjskiego
  - Édson Nobre, angolski piłkarz
  - Márton Vas, węgierski hokeista
  - Rebel Wilson, australijska aktorka, scenarzystka i producentka filmowa
- 3 marca:
  - Nadia Hai, francuska polityk
  - Pavel Krmaš, czeski piłkarz
  - Fabien Tilliet, francuski wioślarz
  - Katherine Waterston, amerykańska aktorka
  - İlham Zəkiyev, azerski judoka
- 4 marca:
  - Omar Bravo, meksykański piłkarz
  - Rohan Bopanna, indyjski tenisista
  - Mamady Doumbouya, gwinejski wojskowy, pełniący obowiązki prezydenta Gwinei
  - Alex Garcia, brazylijski koszykarz
  - Giedrius Gustas, litewski koszykarz
  - Justyna Kozdryk, polska sztangistka
  - Manuel Ortlechner, austriacki piłkarz
- 5 marca:
  - Andrea Bari, włoski siatkarz
  - Yan Barthelemí, kubański bokser
  - Sabrina Buchholz, niemiecka biathlonistka
  - Renan Luce, francuski piosenkarz
  - Ewelina Sętowska-Dryk, polska lekkoatletka, biegaczka średniodystansowa
  - Viktoria Winge, norweska aktorka, modelka
- 7 marca:
  - Elisabete Ansel, portugalska lekkoatletka, tyczkarka
  - Murat Boz, turecki piosenkarz, autor tekstów, kompozytor, producent muzyczny
  - Will Chalker, brytyjski bokser, model
  - Fabio De Masi, niemiecki polityk, eurodeputowany pochodzenia włoskiego
  - Martynas Gaubas, litewski malarz, grafik, rzeźbiarz
  - Olli-Pekka Karjalainen, fiński lekkoatleta, młociarz
  - Aleksiej Litwinienko, kazachski hokeista
  - Fabiana Oliveira, brazylijska siatkarka
  - Laura Prepon, amerykańska aktorka
  - Fabien Raddas, gwadelupski piłkarz
- 8 marca:
  - Fabián Canobbio, urugwajski piłkarz
  - Renata Dominguez, brazylijska aktorka
  - Donguralesko, polski raper, producent muzyczny
  - Mohamadou Idrissou, kameruński piłkarz
  - Iván Miranda, peruwiański tenisista
  - Andrzej Młynarczyk, polski aktor
  - Andriej Sidielnikow, kazachski piłkarz, bramkarz
  - Lucie Vondráčková, czeska piosenkarka, aktorka
- 9 marca:
  - Matt Barnes, amerykański koszykarz
  - Volker Bruch, niemiecki aktor
  - Chingy, amerykański raper, aktor
  - Matthew Gray Gubler, amerykański aktor, reżyser, scenarzysta i producent filmowy, rysownik, model
  - Agnieszka Pietsch-Fulbiszewska, polska lekkoatletka, biegaczka
- 10 marca:
  - Michał Baran, polski koszykarz, trener
  - Florin Cernat, rumuński piłkarz
  - William Chiroque, peruwiański piłkarz
  - Claire Hedenskog, szwedzka pływaczka
  - Sara Maldonado, meksykańska aktorka
  - Anna Zozulia, ukraińska szachistka
- 11 marca:
  - Arczil Chabadze, gruziński polityk
  - Nishma Gurung, nepalska pływaczka
  - Blaža Klemenčič, słoweńska kolarka górska
  - Bajaraagijn Naranbaatar, mongolski zapaśnik
  - Paul Scharner, austriacki piłkarz
  - Inês Cristina Zuber, portugalska polityk, eurodeputowana
- 12 marca:
  - Arap Bethke, meksykański aktor pochodzenia chilijsko-niemieckiego
  - John-Paul Lavoisier, amerykański aktor, model
  - Antoni Łazarkiewicz, polski kompozytor, aktor
  - California Molefe, botswański lekkoatleta, sprinter
  - Jens Mouris, holenderski kolarz torowy i szosowy
  - Douglas Murray, szwedzki hokeista pochodzenia szkockiego
  - Andrej Żekow, bułgarski siatkarz
- 13 marca:
  - Wojciech „Fokus” Alszer, polski producent i artysta hip-hopowy
  - Caron Butler, amerykański koszykarz
  - Łukasz Ściebiorowski, polski polityk, poseł na Sejm RP
- 14 marca:
  - Érik Boisse, francuski szpadzista
  - Tiffany Davis, amerykańska tenisistka
  - Katarzyna Demianiuk, polska wioślarka
  - Colin Healy, irlandzki piłkarz
  - Kristofer Michael Helgen, amerykański przyrodnik, mastolog
  - Mercedes McNab, kanadyjska aktorka
- 15 marca:
  - Ola Afolabi, brytyjski bokser
  - Ewa Bagłaj, polska pisarka
  - Shelley-Ann Brown, kanadyjska bobsleistka
  - Stefán Gíslason, islandzki piłkarz
  - Josefin Lillhage, szwedzka pływaczka
  - Aleksandr Riazancew, rosyjski hokeista
  - Aleksiej Wołkow, rosyjski hokeista, bramkarz
- 16 marca:
  - Michał Bagiński, polski kompozytor, realizator i producent muzyczny, wokalista, gitarzysta, członek zespołów: Big Day i KookaburrA
  - Ellen Bollansee, belgijska kolarka BMX
  - Kristinn Óskar Haraldsson, islandzki trójboista siłowy, strongman
  - Jaroslav Kristek, czeski hokeista
  - Emilia Reimus, polska siatkarka
  - Felipe Reyes, hiszpański koszykarz
  - Bahri Tanrıkulu, turecki taekwondzista
  - Jennifer Taylor, brytyjska siatkarka
- 17 marca:
  - Adam Bagiński, polski hokeista
  - Danny Califf, amerykański piłkarz
  - Kasia Cerekwicka, polska piosenkarka, autorka tekstów
  - Denys Isajenko, ukraiński hokeista, trener
  - Michał Jeliński, polski wioślarz
  - Tshepo Motlhabankwe, botswański piłkarz
  - Marcin Piejaś, polski aktor
  - Magdalena Pinkwart, polska dziennikarka, pisarka
  - Aisam-ul-Haq Qureshi, pakistański tenisista
  - Johannes Strate, niemiecki wokalista, autor tekstów, członek zespołu Revolverheld
  - Reed Timmer, amerykański meteorolog, łowca burz
- 18 marca:
  - Robert Arias, kostarykański piłkarz
  - Sébastien Frey, francuski piłkarz, bramkarz
  - Aleksiej Jagudin, rosyjski łyżwiarz figurowy
  - Rebecca Lavelle, australijska piosenkarka, autorka tekstów
  - Sophia Myles, brytyjska aktorka
  - Natalja Pokłonska, rosyjska prokurator, polityk
  - Tamatoa Wagemann, tahitański piłkarz
  - Witalij Wiszniewski, rosyjski hokeista pochodzenia ukraińskiego
- 19 marca:
  - Tanja Carovska, macedońska piosenkarka, kompozytorka, autorka tekstów
  - Aivaras Kiaušas, litewski koszykarz
  - Przemysław Łuszczewski, polski koszykarz
  - Lee Naylor, angielski piłkarz
  - Johan Olsson, szwedzki biegacz narciarski
  - Agnes Pihlava, polsko-fińska piosenkarka
  - Mikuni Shimokawa, japońska piosenkarka, autorka tekstów
  - Adrian Sikora, polski piłkarz
  - Krzysztof Tyszkiewicz, polski samorządowiec, polityk, poseł na Sejm RP
- 20 marca:
  - Ivan Bartoš, czeski polityk
  - Jamal Crawford, amerykański koszykarz
  - Anna Harkowska, polska kolarka
  - Robertas Javtokas, litewski koszykarz
  - Aleksandr Kobrin, rosyjski pianista
  - Witalij Kutuzau, białoruski piłkarz
  - Mats Larsson, szwedzki biegacz narciarski
  - Morteza Mahjoob, irański szachista
  - Surprise Moriri, południowoafrykański piłkarz
  - Michelle Snow, amerykańska koszykarka
- 21 marca:
  - Michał Bernardelli, polski lekkoatleta, biegacz średnio- i długodystansowy
  - Marit Bjørgen, norweska biegaczka narciarska
  - Anna Cummins, amerykańska wioślarka
  - Daniła Miedwiediew, rosyjski futurolog, polityk
  - Peter Ofori-Quaye, ghański piłkarz
  - Hasan Rangraz, irański zapaśnik
  - Ronaldinho, brazylijski piłkarz
  - Agata Szczęśniak, polska dziennikarka, redaktorka
  - Deryck Whibley, kanadyjski gitarzysta, wokalista, członek zespołu Sum 41
- 22 marca:
  - Joseph Agbeko, ghański bokser
  - Begoña Fernández, hiszpańska piłkarka ręczna
  - Kandyse McClure, kanadyjska aktorka pochodzenia południowoafrykańskiego
  - Darren Sadler, brytyjski strongman
- 23 marca:
  - Asaf Awidan, izraelski wokalista, autor tekstów, gitarzysta, członek zespołu Asaf Avidan & the Mojos(inne języki)
  - Érika Coimbra, brazylijska siatkarka
  - Ryan Day, walijski snookerzysta
  - Kafétien Gomis, francuski lekkoatleta, skoczek w dal
  - Russell Howard, brytyjski komik
  - Michał Kubisztal, polski piłkarz ręczny
  - Dzmitryj Łukaszenka, białoruski działacz sportowy
  - Teja Melink, słoweńska lekkoatletka, tyczkarka
  - Ludmiła Skawronska, rosyjska tenisistka
- 24 marca – Marek Wójcik, polski polityk
- 25 marca:
  - Marcin Rogacewicz, polski aktor
  - Immanuel McElroy, amerykański koszykarz
  - Bassirou Diomaye Faye, senegalski polityk
- 26 marca:
  - Pascal Hens, niemiecki piłkarz ręczny
  - Lisa Oldenhof, australijska kajakarka
  - Sérgio Paulinho, portugalski kolarz szosowy
  - Artem Udaczyn, ukraiński sztangista
  - Pati Yang, polska piosenkarka
- 27 marca:
  - Gianpaolo Bellini, włoski piłkarz
  - Cesare Cremonini, włoski piosenkarz
  - Nicolas Duvauchelle, francuski aktor, model
  - Dienis Koczetkow, rosyjski hokeista
  - Michaela Paštiková, czeska tenisistka
  - Greg Puciato, amerykański muzyk, kompozytor, wokalista pochodzenia białoruskiego, członek zespołów: The Dillinger Escape Plan i Killer Be Killed
  - Maksim Szewczenko, kazachski piłkarz pochodzenia rosyjskiego
- 28 marca:
  - Siergiej Makarow, rosyjski siatkarz
  - Stiliani Pilatu, grecka lekkoatletka, skoczkini w dal
  - Kaeo Pongprayoon, tajski bokser
  - Olivier Thomert, francuski piłkarz
  - Luke Walton, amerykański koszykarz, trener
  - Miki Zohar, izraelski prawnik, samorządowiec, polityk
  - Karolina Żurkowska, polska koszykarka
- 29 marca:
  - Adriana Chinchilla, kostarykańska siatkarka
  - Bill Demong, amerykański kombinator norweski
  - Piotr Głowacki, polski aktor
  - Hamza ibn al-Husajn, jordański książę
  - Gintaras Kadžiulis, litewski koszykarz, trener
  - Libor Pivko, czeski hokeista
  - Bruno Silva, urugwajski piłkarz
  - Natalja Żukowa, kazachska siatkarka
- 30 marca:
  - Roman Butenko, ukraiński piłkarz (zm. 2012)
  - Catarina Camufal, angolska koszykarka
  - Sławczo Georgiewski, macedoński piłkarz
  - Kristine Lunde-Borgersen, norweska piłkarka ręczna
  - Katrine Lunde-Haraldsen, norweska piłkarka ręczna, bramkarka
  - Adam Lisewski, polski koszykarz
  - Ricardo Osorio, meksykański piłkarz
  - Dragan Šolak, serbski szachista
  - Paula Ungureanu, rumuńska piłkarka ręczna, bramkarka
- 31 marca:
  - Martin Albrechtsen, duński piłkarz
  - Jan Aleksandrowicz-Krasko, polski aktor
  - Malik Joyeux, tahitański surfer (zm. 2005)
  - Edgars Masaļskis, łotewski hokeista
  - Kate Micucci, amerykańska aktorka, piosenkarka, ukulelistka, komik
  - Magdalena Rainczuk, polska judoczka
  - Li Yang, chiński skoczek narciarski
- 1 kwietnia:
  - Vebjørn Berg, norweski strzelec sportowy
  - Michał Cholewiński, polski dziennikarz, prezenter telewizyjny i radiowy, prawnik, aktor
  - Garðar Jóhannsson, islandzki piłkarz
  - Anissa Khedher, francuska polityk
  - Kléber, brazylijski piłkarz
  - Niki McEwen, amerykańska lekkoatletka, tyczkarka
  - Randy Orton, amerykański wrestler
  - Yūko Takeuchi, japońska aktorka (zm. 2020)
  - James Veitch, brytyjski komik
- 2 kwietnia:
  - Joan Franka, holenderska wokalistka i gitarzystka
  - Sandra Hansson, szwedzka biegaczka narciarska
  - Michael Mörz, austriacki piłkarz
  - Carlos Salcido, meksykański piłkarz
  - Catriona Sens-Oliver, australijska wioślarka
  - Péter Somfai, węgierski szpadzista
  - Kamil Sulima, polski koszykarz
  - Miloš Tomić, serbski wioślarz
- 3 kwietnia:
  - Johan Brunström, szwedzki tenisista
  - Joanna Pach, polska aktorka
  - Dewi Sandra, indonezyjska piosenkarka, aktorka
- 4 kwietnia – Johanna Manninen, fińska lekkoatletka, sprinterka
- 5 kwietnia:
  - Matt Bonner, amerykański koszykarz
  - Alberta Brianti, włoska tenisistka
  - David Chocarro, argentyński aktor, model, prezenter telewizyjny
  - Tomasz Ciachorowski, polski aktor
  - Krzysztof Kłosowski, polski piłkarz ręczny
  - Joris Mathijsen, holenderski piłkarz
  - Wojciech Mecwaldowski, polski aktor
  - Rasmus Quist Hansen, duński wioślarz
  - Maja Sablewska, polska menedżerka muzyczna
  - Odlanier Solís, kubański bokser
- 6 kwietnia:
  - Vera Carrara, włoska kolarka szosowa i torowa
  - Tommi Evilä, fiński lekkoatleta, skoczek w dal
  - Dorota Łukasiewicz-Kwietniewska, polska aktorka
  - Tanja Poutiainen, fińska narciarka alpejska
  - Brooke Pratley, australijska wioślarka
- 7 kwietnia:
  - Luboš Bartoň, czeski koszykarz
  - Alice Blom, holenderska siatkarka
  - Dragan Bogavac, czarnogórski piłkarz
  - Tomasz Ciepły, polski florecista
  - Carl Fletcher, walijski piłkarz
  - Michał Gasz, polski wokalista, autor tekstów, kompozytor, aktor
  - Jordan Hove, amerykański siatkarz
  - David Otunga, amerykański wrestler, prawnik, aktor, komentator wrestlingu, prezenter telewizyjny
- 8 kwietnia:
  - Gheorghe Bucur, rumuński piłkarz
  - Jessica Grabowsky, fińska aktorka
  - David Marrero, hiszpański tenisista
  - Katee Sackhoff, amerykańska aktorka
- 9 kwietnia:
  - Sarah Ayton, brytyjska żeglarka sportowa
  - Clueso, niemiecki raper, producent muzyczny
  - Alaksandr Kikiniou, białoruski zapaśnik
  - Jerko Leko, chorwacki piłkarz
  - Morad Mohammadi, irański zapaśnik
  - Dmitrij Nosow, rosyjski judoka
  - Maja Sikorowska, polska piosenkarka
  - Rickard Wallin, szwedzki hokeista
- 10 kwietnia:
  - Sean Avery, kanadyjski hokeista
  - Jakub Giza, polski operator filmowy
  - Gro Hammerseng-Edin, norweska piłkarka ręczna
  - Charlie Hunnam, brytyjski aktor
  - Andy Ram, izraelski tenisista
  - Shao Jiayi, chiński piłkarz
- 11 kwietnia:
  - Marta Bakier, polska łyżwiarka szybka
  - Krzysztof Gawkowski, polski polityk, działacz samorządowy, poseł na Sejm RP
  - Przemysław Niemiec, polski kolarz szosowy
  - Sabrina Roß, niemiecka siatkarka
  - Keiji Tamada, japoński piłkarz
  - Mark Teixeira, amerykański baseballista
- 12 kwietnia:
  - Brian McFadden, irlandzki piosenkarz
  - Erik Mongrain, kanadyjski gitarzysta, kompozytor
  - Tamika Williams, amerykańska koszykarka
- 13 kwietnia:
  - Jana Cova, czeska aktorka pornograficzna
  - Quentin Richardson, amerykański koszykarz
  - Tonel, portugalski piłkarz
  - Amanda Wilson, brytyjska piosenkarka
- 15 kwietnia:
  - Pierre-Alain Frau, francuski piłkarz
  - Dmitrij Jesin, rosyjski piłkarz pochodzenia ukraińskiego
  - Agnieszka Kurczewska, polska ekonomistka, wykładowca akademicki
  - Raül López, hiszpański koszykarz narodowości katalońskiej
  - Víctor Núñez, kostarykański piłkarz
  - Fanny Rinne, niemiecka hokeistka na trawie
  - Fränk Schleck, luksemburski kolarz szosowy
- 16 kwietnia:
  - Samir Cavadzadə, azerski piosenkarz
  - Matteo Contini, włoski piłkarz
  - Adriana Sage, meksykańska aktorka pornograficzna
  - Micha’el Zandberg, izraelski piłkarz
- 17 kwietnia:
  - Manuele Blasi, włoski piłkarz
  - Paweł Blehm, polski szachista
  - Nicholas D’Agosto, amerykański aktor pochodzenia włoskiego
  - Aleksandra Granda, polska lekkoatletka, tyczkarka
  - Alaina Huffman, kanadyjska aktorka
  - Kim Sun-young, południowokoreańska aktorka
  - Michał Kitliński, polski aktor
  - Marcin Kołodyński, polski aktor, dziennikarz, prezenter telewizyjny (zm. 2001)
  - Cameron McKenzie-McHarg, australijski wioślarz
  - Kirił Petkow, bułgarski polityk, premier Bułgarii
  - Fabián Vargas, kolumbijski piłkarz
- 18 kwietnia:
  - Rabiu Afolabi, nigeryjski piłkarz
  - Christian Feist, niemiecki aktor
  - Brianna Glenn, amerykańska lekkoatletka, skoczkini w dal
  - Tomasz Gut, polski aktor
  - Víctor Herrera, panamski piłkarz
  - Julija Kucko, kazachska siatkarka
  - Mattias Lindström, szwedzki piłkarz
  - Laura Mennell, kanadyjska aktorka
  - Martina Müller, niemiecka piłkarka
  - Pezet, polski raper
  - Murat Tyleszew, kazachski piłkarz
- 20 kwietnia:
  - Yuri van Gelder, holenderski gimnastyk
  - Vibeke Skofterud, norweska biegaczka narciarska (zm. 2018)
  - Jasmin Wagner, niemiecka piosenkarka
- 21 kwietnia:
  - Vincent Lecavalier, kanadyjski hokeista
  - Capucine Rousseau, francuska tenisistka
  - Sidney Sampaio, brazylijski aktor, model
- 22 kwietnia:
  - Igor Budan, chorwacki piłkarz
  - Nicolas Douchez, francuski piłkarz, bramkarz
  - Nicole Grimaudo, włoska aktorka
  - Rodrigo Hilbert, brazylijski aktor, model
  - Ján Kozák, słowacki piłkarz
  - Monika Pikuła, polska aktorka
  - Carmen Small, amerykańska kolarka szosowa i torowa
  - April Steiner-Bennett, amerykańska lekkoatletka, tyczkarka
- 23 kwietnia:
  - Donatas Zavackas, litewski koszykarz
  - Ričardas Beniušis, litewski piłkarz
  - Rohanee Cox, australijska koszykarka
  - Dominik Michałowicz, polski perkusista, członek zespołów: Nomad, Soul Devourer, Devilyn, Hemia, Centurion i Pyorrhoea
  - Małgorzata Socha, polska aktorka
  - Marjorie de Sousa, meksykańsko-wenezuelska aktorka
- 24 kwietnia:
  - Fernando Arce, meksykański piłkarz
  - Karen Asrian, ormiański szachista (zm. 2008)
  - Reagan Gomez-Preston, amerykańska aktorka
  - Austin Nichols, amerykański aktor
- 25 kwietnia:
  - Irfaan Ali, gujański polityk pochodzenia indyjskiego, prezydent Gujany
  - Samuel Barnett, brytyjski aktor
  - Hoàng Thanh Trang, wietnamska i węgierska szachistka
  - Lilija Kaskarakowa, rosyjska zapaśniczka
  - Sylwia Korzeniowska, polska lekkoatletka, chodziarka
  - Behnam Mahmudi, irański siatkarz
  - Lee Spick, brytyjski snookerzysta (zm. 2015)
  - Alejandro Valverde, hiszpański kolarz szosowy
  - Wu Meijin, chiński sztangista
- 26 kwietnia:
  - Jordana Brewster, amerykańska aktorka
  - Marlon King, jamajski piłkarz
  - Anna Mucha, polska aktorka
  - Marne Patterson, amerykańska aktorka
  - Waleryj Radziewicz, białoruski wioślarz
  - Channing Tatum, amerykański aktor, producent filmowy, model, tancerz
- 27 kwietnia:
  - Gunta Baško, łotewska koszykarka
  - Sybille Bammer, austriacka tenisistka
  - Christian Lara, ekwadorski piłkarz
  - Piotr Zychowicz, polski historyk, dziennikarz
- 28 kwietnia:
  - Karolina Goczewa, macedońska piosenkarka
  - Josh Howard, amerykański koszykarz
  - Piotr Matwiejczyk, polski filmowiec niezależny
  - Dominika Minicz, polska siatkarka
  - Bradley Wiggins, brytyjski kolarz torowy i szosowy
- 29 kwietnia:
  - Bre Blair, kanadyjska aktorka
  - Kian Egan, irlandzki muzyk, wokalista, członek zespołu Westlife
  - Anna Kądziela, polska lekkoatletka, biegaczka długodystansowa
  - Patrick Staudacher, włoski narciarz alpejski
  - Mamary Traoré, malijski piłkarz
  - Magdalena Tul, polska piosenkarka, kompozytorka, autorka tekstów
- 30 kwietnia:
  - Piotr Nowak, polski ekonomista, polityk, podsekretarz stanu w Ministerstwie Finansów
  - Luis Scola, argentyński koszykarz, posiadający także hiszpańskie obywatelstwo
- 1 maja:
  - Jacek Dehnel, polski prozaik, poeta, tłumacz, malarz
  - Michał Filipiak, polski aktor
  - Niyaməddin Paşayev, azerski zawodnik taekwondo
  - Julija Tabakowa, rosyjska lekkoatletka, sprinterka
  - Ana Claudia Talancón, meksykańska aktorka
  - Radosław Wróblewski, polski piłkarz
  - Zaz, francuska piosenkarka
- 2 maja:
  - Tim Borowski, niemiecki piłkarz
  - Ellie Kemper, amerykańska aktorka
  - Misheck Lungu, zambijski piłkarz
  - Monika Michalik, polska zapaśniczka
  - Troy Murphy, amerykański koszykarz
  - Nei, brazylijski piłkarz
  - Ronetta Smith, jamajska lekkoatletka, sprinterka
- 3 maja:
  - Ama K. Abebrese, brytyjska aktorka, producentka filmowa, prezenterka telewizyjna pochodzenia ghańskiego
  - Eduard Lewandowski, niemiecki hokeista pochodzenia rosyjskiego
  - Beata Makaruk, polska lekkoatletka, sprinterka
  - Mozhan Marnò, amerykańska aktorka pochodzenia irańskiego
  - Zuzana Ondrášková, czeska tenisistka
  - Jérémy Pouge, francuski wioślarz
  - Ruth Sheldon, brytyjska szachistka
  - Kim Stacey, amerykańska snowboardzistka
- 4 maja:
  - Sonja Kolačarić, serbska aktorka
  - Vladimirs Koļesņičenko, łotewski piłkarz
  - Andrew Raycroft, kanadyjski hokeista, bramkarz
  - Tatjana Zautys, niemiecka siatkarka
- 5 maja:
  - Josi Benajun, izraelski piłkarz
  - Maia Hirasawa, szwedzka piosenkarka, autorka tekstów pochodzenia japońskiego
  - Abdelkrim Kissi, marokański piłkarz
  - Hellings Mwakasungula, malawijski piłkarz
  - Mélanie Pauli, szwajcarska siatkarka
  - Martin Retov, duński piłkarz
- 6 maja:
  - Brooke Bennett, amerykańska pływaczka
  - Ana Carrascosa, hiszpańska judoczka
  - Dimitris Diamandidis, grecki koszykarz
  - Wolke Hegenbarth, niemiecka aktorka
  - Ricardo Oliveira, brazylijski piłkarz
- 7 maja:
  - Johan Kenkhuis, holenderski pływak
  - Kim Nam-soon, południowokoreańska łuczniczka
  - Maciej Zakościelny, polski aktor
- 9 maja – Albert Osik, polski aktor
- 10 maja:
  - Ralph Näf, szwajcarski kolarz górski
  - Espen Bugge Pettersen, norweski piłkarz, bramkarz
  - Zaho, francuska piosenkarka
- 11 maja:
  - Eszter Balla, węgierska aktorka
  - Anna Brożek, polska pianistka i filozof, profesor nauk humanistycznych
  - Sandis Ģirģens, łotewski prawnik, polityk
  - Gaja Grzegorzewska, polska pisarka
  - Nevio Passaro, włoski piosenkarz, kompozytor, autor tekstów pochodzenia niemieckiego
  - Humberto Soto, meksykański bokser
  - Nicole Zimmermann, niemiecka wioślarka
- 12 maja
  - Charis Dukas, grecki samorządowiec i nauczyciel, burmistrz Aten
  - Rishi Sunak, brytyjski polityk, premier Wielkiej Brytanii
- 14 maja:
  - Morten Ask, norweski hokeista
  - Justyna Białasek, polska piłkarka
  - Zdeněk Grygera, czeski piłkarz
  - Łukasz Horbatowski, polski ekonomista, polityk, poseł na Sejm RP
  - Daisuke Ichikawa, japoński piłkarz
  - Mervana Jugić-Salkić, bośniacka tenisistka
  - Pavel Londak, estoński piłkarz, bramkarz
  - Monika Mrozowska, polska aktorka
  - Gustavo Victoria, kolumbijski piłkarz
- 15 maja:
  - Erica Bartolina, amerykańska lekkoatletka, tyczkarka
  - Monika Drybulska, polska lekkoatletka, maratonka
  - Ahmed Eid Abdel Malek, egipski piłkarz
  - Laura Harvey, angielska piłkarka
  - Yvonne Hijgenaar, holenderska kolarka torowa
  - Richard Kahan, kanadyjski aktor
  - O.S.T.R., polski raper
- 16 maja:
  - Juan Arango, wenezuelski piłkarz
  - Simon Gerrans, australijski kolarz szosowy
  - Janiw Green, izraelski koszykarz
  - Nuria Llagostera Vives, hiszpańska tenisistka
  - Jens Spahn, niemiecki polityk
- 18 maja
  - Reggie Evans, amerykański koszykarz
  - Ana Ugrinowska, macedońska kajakarka
- 19 maja
  - Amber Bradley, australijska wioślarka
  - João Uva, portugalski rugbysta
- 20 maja:
  - Anna Brusewicz, polska modelka, aktorka
  - Florante Condes, filipiński bokser
  - Jacey Harper, trynidadzko-tobagijski lekkoatleta, sprinter
  - Lucy Lee, amerykańska aktorka pornograficzna
  - Juliana Pasha, albańska piosenkarka
  - Cauã Reymond, brazylijski aktor, model
- 21 maja:
  - Dominik Nowak, polski aktor
  - Benoît Peschier, francuski kajakarz górski
  - Łukasz Podolski, polski kolarz szosowy
  - Lucia Siposová, słowacka aktorka, pisarka
- 22 maja:
  - Michał Baranowski, polski politolog, podsekretarz stanu
  - Martin Berberian, ormiański zapaśnik
  - Nazanin Boniadi, brytyjsko-irańska aktorka
  - Chung Kyung-ho, południowokoreański piłkarz
  - Sharice Davids, amerykańska polityk
  - Aleksandre Dochturiszwili, gruziński i uzbecki zapaśnik
  - Rhett Fisher, amerykański aktor, piosenkarz, muzyk, autor tekstów, producent muzyczny
  - Lucy Gordon, brytyjska aktorka (zm. 2009)
  - Róbert Gunnarsson, islandzki piłkarz ręczny
  - Daniel Mobaeck, szwedzki piłkarz
  - Tommy Smith, angielski piłkarz
  - Angela Whyte, kanadyjska lekkoatletka, płotkarka
- 23 maja:
  - Adam Hofman, polski polityk
  - Nicolas Mas, francuski rugbysta
- 24 maja:
  - Fotis Benardo, grecki perkusista, producent muzyczny, inżynier dźwięku, członek zespołów: Septicflesh, Necromantia, Chaostar(inne języki) i SixforNine
  - Teresa Branna, czeska aktorka pochodzenia polskiego
  - Aleksandra Janusz, polska neurobiolog, pisarka fantasy
  - Stephanie Krisper, austriacka prawnik, polityk
  - Aksjusz (Łobow), rosyjski biskup prawosławny
- 25 maja:
  - Eugen Baciu, rumuński piłkarz
  - Michel Breuer, holenderski piłkarz
  - Maria Großbauer, austriacka działaczka kulturalna, marketingowiec, muzyk, polityk,
  - Jóhannes Karl Guðjónsson, islandzki piłkarz
  - Jae Hee, południowokoreański aktor
  - Joe King, amerykański kompozytor, gitarzysta, wokalista, członek zespołu The Fray
  - David Navarro, hiszpański piłkarz
  - Anna Nowakowska, polska siatkarka
  - Erwan Peron, francuski wioślarz
  - Michał Skawiński, polski tancerz
- 26 maja:
  - Sergio Boris, hiszpański piłkarz
  - Karol Borja, peruwiańska lekkoatletka, tyczkarka
  - Mamadou Coulibaly, iworyjski piłkarz
  - Paolo Cozzi, włoski siatkarz
  - Mariana McCarthy, kubańska lekkoatletka, tyczkarka
  - Giedrius Surplys, litewski politolog, polityk
- 29 maja:
  - Ilaria Bianco, włoska szablistka
  - Ernesto Farías, argentyński piłkarz
  - Evie Dominikovic, australijska tenisistka pochodzenia chorwackiego
  - Anna Naszkiewicz, polska działaczka samorządowa, wicemarszałek województwa podlaskiego
- 30 maja:
  - Erik Fankhouser, amerykański kulturysta
  - Steven Gerrard, angielski piłkarz, trener
  - Jana Krivec, słoweńska szachistka
  - Mathis Landwehr, niemiecki aktor, producent filmowy i telewizyjny
  - Erin Pac, amerykańska bobsleistka
  - Joachim Standfest, austriacki piłkarz
  - Sylwester (Stojczew), ukraiński biskup prawosławny
- 31 maja:
  - Edith Bosch, holenderska judoczka
  - Andy Hurley, amerykański perkusista, członek zespołów: Fall Out Boy i The Damned Things
- 2 czerwca:
  - Caio Blat, brazylijski aktor
  - Aneta Figiel, polska piosenkarka
  - Aleksandra Jagieło, polska siatkarka
  - Fabrizio Moretti, brazylijski perkusista, członek zespołu The Strokes
  - Ane Stangeland Horpestad, norweska piłkarka
  - Abby Wambach, amerykańska piłkarka
  - Tomasz Wróblewski, polski muzyk, wokalista, kompozytor, producent muzyczny, członek zespołu Vesania
  - Nacissela Maurício, angolska koszykarka
- 3 czerwca:
  - Amauri, włoski piłkarz pochodzenia brazylijskiego
  - An Kum-ae, północnokoreańska judoczka
  - Ásgeir Gunnar Ásgeirsson, islandzki piłkarz
  - Wilfried Eberharter, austriacki skoczek narciarski
  - Audrey Dufeu-Schubert, francuska polityk
  - Alik Gerszon, izraelski szachista
  - Francia Manzanillo, dominikańska lekkoatletka, wieloboistka
  - Sofia Ifandidu, dominikańska lekkoatletka, wieloboistka
  - Lazaros Papadopulos, grecki koszykarz
  - Tamim ibn Hamad Al Sani, emir Kataru
  - Keiji Suzuki, japoński judoka
  - Joanis Tamuridis, grecki kolarz torowy, szosowy i górski
  - Ibrahim Yattara, gwinejski piłkarz
- 4 czerwca:
  - Pontus Farnerud, szwedzki piłkarz
  - Sari Grönholm, fińska snowboardzistka
- 5 czerwca:
  - Dawit Bolkwadze, gruziński piłkarz
  - Mike Fisher, kanadyjski hokeista
  - Yasmine Hanani, amerykańska aktorka
- 6 czerwca:
  - Marcin Orliński, polski poeta i krytyk literacki
  - Zuzana Žirková, słowacka koszykarka
- 8 czerwca - Paweł Bartoszek, polski samorządowiec, polityk, wicewojewoda podkarpacki
- 9 czerwca:
  - Arto Aas, estoński polityk
  - Olga Chrżanowska, ukraińska siatkarka
  - James DeBello, amerykański aktor
  - Anthony Geslin, francuski kolarz szosowy
  - Marcos González, chilijski piłkarz pochodzenia brazylijskiego
  - Udonis Haslem, amerykański koszykarz
  - Jouni Kaitainen, fiński kombinator norweski
  - Piotr Łuka, polski siatkarz
  - Nikolai Novosjolov, estoński szpadzista
  - Lehlohonolo Seema, lesotyjski piłkarz
  - Marcin Wasilewski, polski piłkarz
  - Patrycja Włodarczyk, polska lekkoatletka, biegaczka średnio- i długodystansowa
- 10 czerwca:
  - Marina Georgiewa-Nikołowa, bułgarska łyżwiarka szybka, specjalistka short tracku
  - Jovanka Houska, brytyjska szachistka pochodzenia czeskiego
  - Azizon Abdul Kadir, malezyjski piłkarz, bramkarz
  - Paweł Karbownik, polski ekonomista i urzędnik, wiceminister
  - Francelino Matuzalém, brazylijski piłkarz
  - Daisuke Nakamura, japoński zawodnik MMA
  - Nino, hiszpański piłkarz
  - Bambang Pamungkas, indonezyjski piłkarz
  - Ałeksandra Piłewa, macedońska piosenkarka
  - Abhishek Yadav, indyjski piłkarz
  - Wang Yuegu, singapurska tenisistka stołowa
- 11 czerwca:
  - Anastasia Blue, amerykańska aktorka pornograficzna (zm. 2008)
  - Wojciech Kałuża, polski samorządowiec, wicemarszałek województwa śląskiego
- 12 czerwca:
  - Benoît Caranobe, francuski gimnastyk
  - Denys Monastyrski, ukraiński polityk (zm. 2023)
  - Walter Erviti, argentyński piłkarz
  - Sabrina Filzmoser, austriacka judoczka
  - Kym Howe, australijska lekkoatletka, tyczkarka
  - Adam Kay, brytyjski komik, pisarz
  - Nikołaj Pasłar, mołdawski i bułgarski zapaśnik
  - Sofia Pumburidu, grecka zapaśniczka
  - Tomás Rojas, meksykański bokser
  - Alena Sannikawa, białoruska biegaczka narciarska
  - Andreas Thiele, niemiecki aktor
  - Filip Widenow, bułgarski koszykarz
- 13 czerwca:
  - Marcin Błaszak, polski aktor
  - Sarah Connor, niemiecka piosenkarka pochodzenia amerykańskiego
  - Maciej Gnitecki, polski judoka
  - Florent Malouda, francuski piłkarz
  - Maja Matevžič, słoweńska tenisistka
  - Juan Carlos Navarro, hiszpański koszykarz
  - Ulia Ulia, samoański rugbysta
  - Darius Vassell, angielski piłkarz
- 16 czerwca:
  - Nevriye Yılmaz, turecka koszykarka
  - Radosław Brzózka, polski dziennikarz i prezenter telewizyjny
  - Brad Gushue, kanadyjski curler
  - Henri Häkkinen, fiński strzelec sportowy
  - Sibel Kekilli, niemiecka aktorka
  - Oliver Marach, austriacki tenisista
  - Daré Nibombé, togijski piłkarz
  - Jason Smith, amerykański polityk, kongresman
  - Martin Stranzl, austriacki piłkarz
- 17 czerwca:
  - Karen Aleksanian, ormiański piłkarz
  - Dariusz Klimczak, polski polityk, samorządowiec, wicemarszałek województwa łódzkiego
  - Elisa Rigaudo, włoska lekkoatletka, chodziarka
  - Venus Williams, amerykańska tenisistka
- 18 czerwca:
  - Musa Audu, nigeryjski lekkoatleta, sprinter
  - Tylda Ciołkosz, polska wokalistka, skrzypaczka
  - Aleksandr Czerwiakow, kazachski biathlonista
  - Casey Dunning, kanadyjski rugbysta
  - Daniele Gangemi, włoski reżyser i scenarzysta filmowy
  - David Giuntoli, amerykański aktor pochodzenia włosko-polsko-niemieckiego
  - Siergiej Kirdiapkin, rosyjski lekkoatleta, chodziarz
  - Craig Mottram, australijski lekkoatleta, długodystansowiec
  - Antero Niittymäki, fiński hokeista
- 20 czerwca:
  - Alaksiej Abałmasau, białoruski wioślarz
  - Chang Ko-hsin, tajwańska lekkoatletka, tyczkarka
  - Milovan Mirošević, chilijski piłkarz pochodzenia chorwackiego
  - Vignir Svavarsson, islandzki piłkarz ręczny
- 21 czerwca – Federico Kammerichs, argentyński koszykarz, posiadający także niemieckie obywatelstwo
- 22 czerwca:
  - Davy Arnaud, amerykański piłkarz
  - Ilja Bryzgałow, rosyjski hokeista, bramkarz
  - Mariusz Fierlej, polski żużlowiec
  - Dorota Gardias, polska prezenterka telewizyjna, fotomodelka
  - Marta Kaczyńska, polska prawnik, adwokat, felietonistka
  - Magdalena Roguska, polska filolog, polityk, sekretarz stanu
- 23 czerwca:
  - David Andersen, australijski koszykarz
  - Manus Boonjumnong, tajski bokser
  - Erick Elías, meksykański aktor, piosenkarz, model
  - Marissa Gould, amerykańska tenisistka
  - Spirydon (Romanow), rosyjski biskup prawosławny
  - Jovan Markoski, serbski piłkarz pochodzenia macedońskiego
  - Tony Mårtensson, szwedzki hokeista
  - Daniel Örlund, szwedzki piłkarz, bramkarz
  - Mikołaj Pawlak, polski prawnik, adwokat, urzędnik państwowy, rzecznik praw dziecka
  - Melissa Rauch, amerykańska aktorka
  - Steve Sandvoss, amerykański aktor
  - Francesca Schiavone, włoska tenisistka
  - Theresa Wayman, amerykańska piosenkarka, gitarzystka, autorka tekstów, aktorka
- 24 czerwca:
  - Cicinho, brazylijski piłkarz
  - Anna Duczmal-Mróz, polska dyrygentka
  - Wojciech Tajner, polski skoczek narciarski
- 25 czerwca:
  - Sebastian Balcerzak, polski koszykarz
  - Inma Cuesta, hiszpańska aktorka
  - Monika Fronczek, polska aktorka
  - Jermaine Johnson, jamajski piłkarz
  - Dávid Katzirz, węgierski piłkarz ręczny
  - Sławomir Kryjom, polski menedżer żużlowy
  - Shannon Lucio, amerykańska aktorka
  - Robert Müller, niemiecki hokeista, bramkarz (zm. 2009)
  - Alexandru Nazare, rumuński polityk
  - Takashi Ono, japoński judoka
- 29 czerwca:
  - Georgia Brown, włosko-brazylijska piosenkarka
  - James Courtney, australijski kierowca wyścigowy
  - Teja Gregorin, słoweńska biathlonistka
  - Katherine Jenkins, walijska piosenkarka
  - Marcel Kolaja, czeski informatyk, polityk, eurodeputowany
  - Konstantin Panow, rosyjski hokeista
  - Martin Truex Jr., amerykański kierowca wyścigowy
  - Zhang Pengxiang, chiński szachista
- 30 czerwca:
  - Nourdin Boukhari, marokański piłkarz
  - Nadieżda Murawjowa, rosyjska piłkarka ręczna
  - Seyi Olofinjana, nigeryjski piłkarz
  - Marcin Radzewicz, polski piłkarz
- 1 lipca:
  - Rick Apodaca, portorykański koszykarz
  - Michael Berrer, niemiecki tenisista
  - Asłanbiek Chusztow, rosyjski zapaśnik pochodzenia kabardyjskiego
  - Olga Cygan, polska szpadzistka
  - Youssef Mohamad, libański piłkarz
  - Michał Orzechowski, polski didżej i producent muzyczny (zm. 2025)
  - Solange Soares, brazylijska siatkarka
- 2 lipca:
  - Massimiliano Fedriga, włoski polityk, prezydent Friuli-Wenecji Julijskiej
  - Baffour Gyan, ghański piłkarz
  - Jiří Homola, czeski piłkarz
  - Tracy O’Hara, amerykańska lekkoatletka, tyczkarka
  - Alexander Petersson, islandzki piłkarz ręczny pochodzenia łotewskiego
- 3 lipca:
  - Taras Dańko, ukraiński zapaśnik
  - Jenny Jones, brytyjska snowboardzistka
  - Kid Sister, amerykańska raperka, piosenkarka
  - Tatjana Łogunowa, rosyjska szpadzistka
  - Dawn McEwen, kanadyjska curlerka
  - Antti Miettinen, fiński hokeista
  - Arkadiusz Miszka, polski piłkarz ręczny
  - Olivia Munn, amerykańska modelka, aktorka
  - Roland Schoeman, południowoafrykański pływak
  - Trae, amerykański raper
  - Tony Akins, amerykański koszykarz
- 4 lipca:
  - Thomas Bergersen, norweski kompozytor, multiinstrumentalista
  - Alpa Gun, niemiecki raper pochodzenia tureckiego
  - Valéria Hejjas, węgierska siatkarka
  - Iulia-Ionela Ionicǎ, rumuńska szachistka
  - Marc Lieb, niemiecki kierowca wyścigowy
  - Petra Lovas, węgierska tenisistka stołowa
  - Anda Perianu, rumuńska tenisistka
- 5 lipca - Shivan Fate, polski ekonomista, samorządowiec, starosta powiatu polickiego
- 6 lipca:
  - Pau Gasol, hiszpański koszykarz
  - Eva Green, francuska aktorka, modelka pochodzenia szwedzko-żydowskiego
  - Joell Ortiz, amerykański raper pochodzenia portorykańskiego
- 7 lipca:
  - Ebrahim Al Miszkhas, bahrajński piłkarz
  - Alejandra Benítez, wenezuelska szablistka, polityk
  - Marika Domińczyk, amerykańska aktorka pochodzenia polskiego
  - Serdar Kulbilge, turecki piłkarz, bramkarz
  - Michelle Kwan, amerykańska łyżwiarka figurowa pochodzenia chińskiego
  - Paweł Masełko, polski nauczyciel, samorządowiec, poseł na Sejm RP
  - Karolina Olczyk, polska siatkarka
  - Kanfory Sylla, gwinejski piłkarz
- 9 lipca:
  - Swietłana Abrosimowa, rosyjska koszykarka
  - Jhoel Herrera, peruwiański piłkarz
  - Krzysztof Jarmuż, polski motocyklista rajdowy
  - Sebastian Sylvester, niemiecki bokser
- 10 lipca:
  - Ezequiel González, argentyński piłkarz
  - Dominika Kluźniak, polska aktorka
  - Claudia Leitte, brazylijski piosenkarka
  - Bruno Magalhães, portugalski kierowca rajdowy
  - Brian Mast, amerykański polityk, kongresman
  - Thomas Ian Nicholas, amerykański aktor, piosenkarz
  - Nina Pawłowicz, polska judoczka
  - Jessica Simpson, amerykańska piosenkarka, aktorka
  - Piotr Woźniak-Starak, polski producent filmowy, przedsiębiorca (zm. 2019)
- 11 lipca:
  - Mathias Boe, duński badmintonista
  - Durval, brazylijski piłkarz
  - Steeve Elana, martynikański piłkarz, bramkarz
  - Pius Ikedia, nigeryjski piłkarz
  - Abby Johnson, amerykańska aktywistka pro life
  - Jabu Mahlangu, południowoafrykański piłkarz
  - Rafał Piech, polski samorządowiec, prezydent Siemianowic Śląskich
- 12 lipca:
  - Kristen Connolly, amerykańska aktorka
  - Irina Embrich, estońska szpadzistka
  - Phil Evans, południowoafrykański piłkarz pochodzenia walijskiego
  - Mylène Jampanoï, francuska aktorka
  - Katherine Legge, brytyjska zawodniczka startująca w wyścigach samochodowych
  - Danièle Obono, francuska polityk pochodzenia gabońskiego
  - Valentina Sassi, włoska tenisistka
- 13 lipca:
  - Jeremiah Baisako, namibijski piłkarz
  - Karolina Gruszka, polska aktorka
  - Cédric Hengbart, francuski piłkarz
  - Pedżman Nouri, irański piłkarz
  - Marcin Warchoł, polski prawnik, urzędnik państwowy, polityk, poseł na Sejm RP
  - Tara Whitten, kanadyjska kolarka torowa i szosowa
- 14 lipca:
  - Balian Buschbaum, niemiecki lekkoatleta, tyczkarz, głośny przypadek zmiany płci
  - Brooke Gosling, kanadyjska biegaczka narciarska
  - Jérôme Haehnel, francuski tenisista
  - Assita Kanko, belgijska publicystka, działaczka samorządowa, aktywistka społeczna pochodzenia burkińskiego
  - Mody Traoré, francuski piłkarz pochodzenia senegalskiego
  - Paulina Tworzyańska, polska aktorka niezawodowa
  - Giulio Zardo, kanadyjski bobsleista
- 15 lipca
  - Łukasz Brządkowski, polski samorządowiec, prezydent Tczewa
  - Mike Zambidis, grecki bokser i kick-boxer
- 16 lipca:
  - Lindsey Berg, amerykańska siatkarka
  - Travis Brooks, australijski hokeista na trawie
  - Swietłana Fieofanowa, rosyjska lekkoatletka, tyczkarka
  - Jesse Jane, amerykańska aktorka erotyczna
  - Konrad Katarzyński, polski lekkoatleta, trójskoczek
- 17 lipca:
  - Emił Angełow, bułgarski piłkarz
  - Martin Bartek, słowacki hokeista
  - Mamed Chalidow, polski zawodnik MMA pochodzenia czeczeńskiego
  - Doniu, polski raper, producent muzyczny
  - Anna Górska, polska działaczka polityczna, politolożka i dziennikarka, senatorka
  - Ryan Miller, amerykański hokeista, bramkarz
  - Danuta Piskorowska, polska lekkoatletka, biegaczka długodystansowa i górska
  - Rashid Ramzi, bahrajński lekkoatleta, średniodystansowiec pochodzenia marokańskiego
  - José Sand, argentyński piłkarz
  - Jarosław Marek Sobański, polski aktor kabaretowy
  - Bo’az Toporowski, izraelski polityk
  - Idoia Villanueva Ruiz, hiszpańska informatyk, polityk, eurodeputowana
- 18 lipca:
  - Kristen Bell, amerykańska aktorka, piosenkarka pochodzenia szkocko-polskiego
  - Gareth Emery, brytyjski didżej, producent muzyczny
  - Tracy Gahan, amerykańska koszykarka
  - Ryōko Hirosue, japońska aktorka, piosenkarka
  - Niki Kierameos, grecka prawnik, polityk
  - Nadir Nəbiyev, azerski piłkarz
  - Rocco Pitanga, brazylijski aktor, model
- 19 lipca:
  - Urška Arlič Gololičič, słoweńska śpiewaczka operowa (sopran)
  - Emi Evans, brytyjska piosenkarka
  - Xavier Malisse, belgijski tenisista
  - Tempei Nakamura, japoński kompozytor, pianista
  - Anna Smolar, polsko-francuska reżyserka teatralna
  - Michaił Tołstych, ukraiński dowódca wojskowy (zm. 2017)
- 20 lipca:
  - Morten Ågheim, norweski skoczek narciarski (zm. 2017)
  - Éric Akoto, togijski piłkarz
  - Sturla Ásgeirsson, islandzki piłkarz ręczny
  - Gisele Bündchen, brazylijska modelka pochodzenia niemieckiego
  - Dado Dolabella, brazylijski aktor, piosenkarz pochodzenia hiszpańskiego
  - Łukasz Dziemidok, polski aktor
  - Gracy Singh, indyjska aktorka
- 21 lipca:
  - Ensar Arifović, bośniacki piłkarz
  - Scott Frandsen, kanadyjski wioślarz
  - Sandra Laoura, francuska narciarka dowolna
  - Władimir Mielnik, rosyjski siatkarz
  - CC Sabathia, amerykański baseballista
  - Tom Soetaers, belgijski piłkarz
  - Ifeanyi Udeze, nigeryjski piłkarz
  - Anna Wyszkoni, polska piosenkarka, autorka tekstów
- 22 lipca:
  - Paweł Czarnecki, polski filozof, etyk, ekumenista
  - Scott Dixon, nowozelandzki kierowca wyścigowy
  - Dmitrij Kalinin, rosyjski hokeista
  - Dirk Kuijt, holenderski piłkarz
  - Marco Marchionni, włoski piłkarz
  - Kate Ryan, belgijska piosenkarka
  - Tablo, koreańsko-kanadyjski raper
- 23 lipca:
  - Carlos Félix, dominikański zapaśnik
  - Marc Schneider, szwajcarski piłkarz
  - Craig Stevens, australijski pływak
  - Jimmy Tau, południowoafrykański piłkarz
  - Michelle Williams, amerykańska piosenkarka
- 24 lipca:
  - Wilfred Bungei, kenijski lekkoatleta, średniodystansowiec
  - Władisław Frołow, rosyjski lekkoatleta, sprinter
  - Gauge, amerykańska aktorka pornograficzna
  - Mateusz Kirstein, polski dziennikarz
  - Wojciech Knapik, polski strzelec sportowy
  - Tom Laurich, australijski wioślarz
  - David Leon, brytyjski aktor, reżyser i producent filmowy i telewizyjny pochodzenia żydowskiego
  - Agatha Sangma, indyjska polityk
- 25 lipca:
  - Cha Du-ri, południowokoreański piłkarz
  - Igor Chakimzianow, ukraiński separatysta z Donbasu
  - George Couyas, australijski aktor
  - Diam’s, francuska raperka
  - Rebeka Dremelj, słoweńska piosenkarka, modelka, prezenterka telewizyjna
  - Anna Kózka, polska aktorka
  - Ołeh Krasnopiorow, ukraiński piłkarz
  - Lena Piękniewska, polska wokalistka jazzowa
  - Antonella Serra Zanetti, włoska tenisistka
  - Nick Sinckler, amerykański piosenkarz
  - Dmitrij Swietuszkin, mołdawski szachista (zm. 2020)
  - Krzysztof Ulatowski, polski piłkarz
  - Uncle Murda, amerykański raper
  - Toni Vilander, fiński kierowca wyścigowy
- 26 lipca:
  - Jacinda Ardern, nowozelandzka polityk, premier Nowej Zelandii
  - Dave Baksh, kanadyjski gitarzysta, wokalista, członek zespołu Brown Brigade(inne języki)
  - Fabien Barel, francuski kolarz górski
  - Jessica Bowman, amerykańska aktorka
  - Kuan Mei-lien, tajwańska lekkoatletka, tyczkarka
  - Dienis Niżegorodow, rosyjski lekkoatleta, chodziarz
  - Anna Zagórska-Rostkowska, polska lekkoatletka, biegaczka średniodystansowa
- 27 lipca:
  - Michaił Bałandin, rosyjski hokeista (zm. 2011)
  - Allan Davis, australijski kolarz szosowy
  - Francine De Paola, włoska zapaśniczka
  - Daniel Ponce de León, meksykański bokser
  - Delan Peewski, bułgarski przedsiębiorca, polityk
  - Wioletta Szkudlarek, polska siatkarka
- 28 lipca:
  - Shelly Gotlieb, nowozelandzka snowboardzistka
  - Andrzej Jezierski, polski kajakarz, kanadyjkarz
  - Kai Rosenkranz, niemiecki kompozytor
  - Michał Szymerowski, polski strongman
- 29 lipca:
  - Nobuko Fukuda, japońska biegaczka narciarska
  - Fernando González, chilijski tenisista, trener
  - Aleksiej Iljuszyn, rosyjski szachista
  - Katarzyna Jarkowska, polska koszykarka
  - Hjálmar Jónsson, islandzki piłkarz
  - Daniel Morath, tongański rugbysta
- 30 lipca:
  - Sara Anzanello, włoska siatkarka (zm. 2018)
  - Kristoffer Jåfs, szwedzki skoczek narciarski
  - Mike McEwen, kanadyjski curler
- 31 lipca:
  - Mateusz Gessler, polski kucharz i restaurator
  - Mikko Hirvonen, fiński kierowca rajdowy
  - Mils Muliaina, nowozelandzki rugbysta
- 1 sierpnia:
  - Sylvain Armand, francuski piłkarz
  - Romain Barras, francuski lekkoatleta, wieloboista
  - Krisztina Fazekas-Zur, węgierska kajakarka
  - Matthías Guðmundsson, islandzki piłkarz
  - Asjha Jones, amerykańska koszykarka
  - Mancini, brazylijski piłkarz
  - Esteban Paredes, chilijski piłkarz
  - Elena Petreska, macedońska piosenkarka
  - Grant Schubert, australijski hokeista na trawie
  - Jeroen Trommel, holenderski siatkarz
- 2 sierpnia:
  - Ivica Banović, chorwacki piłkarz
  - Wladimir Baýramow, turkmeński piłkarz
  - Juanjo Camacho, hiszpański piłkarz
  - Víctor Estrella, dominikański tenisista
  - Amanda Lind, szwedzka działaczka samorządowa, polityk
  - Moto Boy, szewedzki piosenkarz, gitarzysta
  - Pat Noonan, amerykański piłkarz
  - Candace Puopolo, amerykańska piosenkarka, autorka tekstów
  - Kilian Virviescas, kolumbijski piłkarz
- 3 sierpnia:
  - Nadia Ali, amerykańsko-pakistańska piosenkarka
  - Elmar Baxşıyev, azerski piłkarz
  - Krystian Długopolski, polski skoczek narciarski
  - Albert Kraus, holenderski kick-boxer
  - Beata Liszewska, polska montażystka filmowa
  - Magdalena Mleczko, polska piłkarka
  - Michał Robacki, polski żużlowiec
  - Paulus Roiha, fiński piłkarz
- 4 sierpnia:
  - Fabian Döttling, niemiecki szachista
  - Grzegorz Bronowicki, polski piłkarz
  - Benjamin Köhler, niemiecki piłkarz
  - Elkin Soto, kolumbijski piłkarz
  - Iva Straková, czeska lekkoatletka, skoczkini wzwyż
- 5 sierpnia:
  - Wayne Bridge, angielski piłkarz
  - Salvador Cabañas, paragwajski piłkarz
  - Jason Culina, australijski piłkarz pochodzenia chorwackiego
  - Jurij Forman, izraelski bokser
  - Ałeksandar Mitreski, macedoński piłkarz
  - Ann Simons, belgijska judoczka
  - Morten Solem, norweski skoczek narciarski
  - Ali Umar, malediwski piłkarz
  - Sophie Winkleman, brytyjska aktorka
- 6 sierpnia – Vita Kuktienė, litewska koszykarka
- 7 sierpnia – Aleksander Miszalski, polski samorządowiec, polityk, poseł na Sejm RP
- 8 sierpnia:
  - Andra Staugaitienė, litewska koszykarka
  - Luca Agamennoni, włoski wioślarz
  - Siarhiej Amieljanczuk, białoruski piłkarz
  - Sabine Klaschka, niemiecka tenisistka
  - Victor Sintès, francuski florecista
- 9 sierpnia – Frank Löffler, niemiecki skoczek narciarski
- 10 sierpnia:
  - Stuart Bennett, brytyjski wrestler
  - Cadet Éliphene, haitański piłkarz
  - T.J. Espinoza, amerykański aktor, tancerz pochodzenia indiańsko-hiszpańsko-francuskiego
  - Tristan Gale, amerykańska skeletonistka
  - Pua Magasiva, nowozelandzki aktor pochodzenia samoańskiego (zm. 2019)
  - Frédéric Thomas, francuski piłkarz
- 11 sierpnia:
  - Allison Baver, amerykańska łyżwiarka szybka, specjalistka short tracku
  - José Antonio Castro, meksykański piłkarz pochodzenia hiszpańskiego
  - Marcello Forni, włoski siatkarz
  - Jerry Lucena, filipiński piłkarz
  - Dawit Margoszwili, gruziński judoka
  - Joy Mogensen, duńska działaczka samorządowa, polityk
  - Monika Pyrek, polska lekkoatletka, tyczkarka
  - Riki, hiszpański piłkarz
  - Sébastien Squillaci, francuski pisarz
  - Ádám Steinmetz, węgierski piłkarz wodny
- 12 sierpnia:
  - Zachari Bacharow, bułgarski aktor
  - Ernesto Javier Chevantón, urugwajski piłkarz
  - Madeleine Gustafsson, szwedzka piłkarka ręczna, bramkarka
  - Dimitrije Injac, serbski piłkarz
  - Maggie Lawson, amerykańska aktorka
  - Katherine Legge, brytyjska kierowca wyścigowy
  - Gareth MacHale, irlandzki kierowca rajdowy
  - Rafael Redwitz, francuski siatkarz pochodzenia brazylijskiego
  - Dominique Swain, amerykańska aktorka
  - Katarzyna Szotyńska, polska żeglarka sportowa
  - Matthew Thiessen, kanadyjsko-amerykański muzyk, wokalista, autor tekstów, członek zespołu Relient K
  - Barbara Wójcicka, polska judoczka
- 14 sierpnia:
  - Nick Evans, nowozelandzki rugbysta
  - Estrella Morente, hiszpańska śpiewaczka flamenco
- 15 sierpnia:
  - Joanna Grzesiak, polska lekkoatletka, wieloboistka
  - Ilja Klimkin, rosyjski łyżwiarz figurowy
  - Jānis Miņins, łotewski bobsleista
  - Christel Thoresen, norweska snowboardzistka
- 16 sierpnia:
  - Radhouane Slimane, tunezyjski koszykarz
  - Julien Absalon, francuski kolarz górski i przełajowy
  - Vanessa Carlton, amerykańska piosenkarka, pianistka
  - Robert Hardy, brytyjski basista, członek zespołu Franz Ferdinand
  - Denise Karbon, włoska narciarka alpejska
  - Karolina Konkolewska, polska lekkoatletka, kulomiotka
  - Travis Parrott, amerykański tenisista
  - Upen Patel, indyjski aktor, model
- 17 sierpnia:
  - Wit Dziki, polski prezenter telewizyjny, wokalista
  - Daniel Güiza, hiszpański piłkarz
  - Aneta Hryckiewicz-Gontarczyk, polska ekonomistka
  - David Legwand, amerykański hokeista
  - Lene Marlin, norweska piosenkarka
- 18 sierpnia – Esteban Cambiasso, argentyński piłkarz
- 19 sierpnia – Anna Rice, kanadyjska badmintonistka
- 20 sierpnia – Vilnis Ķirsis, łotewski polityk, burmistrz Rygi
- 21 sierpnia:
  - Sarah Blake, amerykańska aktorka pornograficzna
  - Joanne Froggatt, brytyjska aktorka
  - Ondřej Kovařík, czeski polityk, eurodeputowany
  - Jasmin Wöhr, niemiecka tenisistka
- 22 sierpnia:
  - Grégory Leca, francuski piłkarz
  - Maria Maj-Roksz, polska lekkoatletka, biegaczka długodystansowa
  - Seiko Yamamoto, japońska zapaśniczka
- 23 sierpnia:
  - Petra Štampalija, chorwacka koszykarka
  - Bronwyn Eagles, australijska lekkoatletka, młociarka
  - Maryna Kres, białoruska koszykarka
  - Norman Leto, polski artysta, pisarz
  - Nenad Vučković, serbski piłkarz ręczny
- 24 sierpnia:
  - Rachael Carpani, australijska aktorka
  - Giuseppe Colucci, włoski piłkarz
  - Carlos Ferreira, luksemburski piłkarz pochodzenia portugalskiego
- 26 sierpnia:
  - Macaulay Culkin, amerykański aktor
  - Joanna Obrusiewicz, polska piłkarka ręczna
  - Chris Pine, amerykański aktor
- 27 sierpnia – Neha Dhupia, indyjska aktorka, modelka
- 28 sierpnia:
  - Fousseni Diawara, malijski piłkarz
  - Jonas Frögren, szwedzki hokeista
  - Carly Pope, kanadyjska aktorka
- 29 sierpnia:
  - David Desrosiers, kanadyjski basista, członek zespołu Simple Plan
  - Perdita Felicien, kanadyjska lekkoatletka, płotkarka
  - Agata Gajda, polska koszykarka
  - William Levy, kubańsko-amerykański aktor, model
  - Nicholas Tse, chiński aktor
  - David West, amerykański koszykarz
- 30 sierpnia:
  - Angel Coulby, brytyjska aktorka
  - Lucky Idahor, nigeryjski piłkarz
  - Safet Nadarević, bośniacki piłkarz
  - Luis Salgado, portorykański aktor, tancerz, choreograf
  - Iván Zarandona, piłkarz z Gwinei Równikowej
- 1 września:
  - Bartosz Grodecki, polski urzędnik państwowy, wiceminister
  - Kazuhiro Nakamura, japoński skoczek narciarski
- 3 września:
  - Daniel Bilos, argentyński piłkarz pochodzenia chorwackiego
  - Jennie Finch, amerykańska softballistka
  - Jenny Han, amerykańska pisarka pochodzenia koreańskiego
  - Andreas Jonsson, szwedzki żużlowiec
  - Arndt Kohn, niemiecki polityk
  - Jason McCaslin, kanadyjski basista, wokalista, członek zespołu Sum 41
  - Annamaria Nagy, węgierska szablistka
- 5 września:
  - Aleksandros Garpozis, cypryjski polityk
  - Marianna Madia, włoska polityk
  - Stefán Magnússon, islandzki piłkarz
- 6 września:
  - Naila Jułamanowa, rosyjska lekkoatletka, maratonka
  - Kerry Katona, brytyjska wokalistka, członkini zespołu Atomic Kitten
  - Samuel Peter, nigeryjski bokser
  - Helen Reeves, brytyjska kajakarka górska
  - Joseph Yobo, nigeryjski piłkarz
- 7 września:
  - Emre Belözoğlu, turecki piłkarz
  - Nigar Camal, azerska piosenkarka
  - Sara Carrigan, australijska kolarka szosowa i torowa
  - Gabriel Milito, argentyński piłkarz
  - Rikke Skov, duńska piłkarka ręczna
  - Shamell Stallworth, amerykańsko-brazylijski koszykarz
- 8 września – Bernard Gomou, gwinejski polityk
- 9 września:
  - Ragnhild Aamodt, norweska piłkarka ręczna
  - Václav Drobný, czeski piłkarz (zm. 2012)
  - Jani Liimatainen, fiński gitarzysta
  - Magdalena Modra, polska piosenkarka, aktorka, prezenterka telewizyjna, modelka
  - Teemu Rannikko, fiński koszykarz
  - Michelle Williams, amerykańska aktorka
- 10 września:
  - Katherine Calder, australijska biegaczka narciarska
  - Adama Coulibaly, malijski piłkarz
  - Timothy Goebel, amerykański łyżwiarz figurowy
  - Łukasz Kulik, polski samorządowiec, prezydent Ostrołęki
  - Dirceu Pinto, brazylijski sportowiec, uprawiający boccię (zm. 2020)
  - Raema Lisa Rumbewas, indonezyjska sztangistka
  - Tahar Tamsamani, marokański bokser
  - Mikey Way, amerykański basista, członek zespołu My Chemical Romance
- 11 września:
  - Ali Asghar Bazri, irański zapaśnik
  - Mike Comrie, kanadyjski hokeista
  - Marieta Gotfryd, polska sztangistka
  - Aleksandr Korniejew, rosyjski siatkarz
- 12 września:
  - Gus G., grecki muzyk, członek zespołu Dream Evil
  - Małgorzata Stroka, polska szpadzistka
  - Josef Vašíček, czeski hokeista (zm. 2011)
  - Yao Ming, chiński koszykarz
- 13 września:
  - Keith Andrews, irlandzki piłkarz
  - Curtis Borchardt, amerykański koszykarz
  - Cristiana Capotondi, włoska aktorka
  - Ben Savage, amerykański aktor
  - Tomáš Zápotočný, czeski piłkarz
- 14 września:
  - Ayọ, niemiecka piosenkarka pochodzenia nigeryjsko-romskiego
  - Luis Horna, peruwiański tenisista
  - Pedro Moreno, kubański aktor, model
  - Ivan Radeljić, bośniacki piłkarz
  - Wołodymyr Rybin, ukraiński kolarz torowy i szosowy
- 15 września:
  - Mariusz Domaradzki, polski gitarzysta, kompozytor
  - Mike Dunleavy Jr., amerykański koszykarz
  - Abelard Giza, polski reżyser teatralny i filmowy, aktor kabaretowy
  - Jolin Tsai, tajwańska piosenkarka
- 16 września – Andżelika Piechowiak, polska aktorka
- 17 września:
  - Anna Cieślak, polska aktorka
  - Michał Grott, polski basista, muzyk sesyjny, kompozytor
  - Lubomyr Kobylczuk, ukraiński reżyser filmowy
  - Curtis Tomasevicz, amerykański bobsleista
  - Paulina Wilk, polska dziennikarka, reportażystka, pisarka
- 18 września:
  - Ahmed Al-Bahri, saudyjski piłkarz
  - Ludovic Assemoassa, togijski piłkarz
  - Magdalena Grabowska, polska szpadzistka
  - Charles Hedger, brytyjski muzyk, wokalista, kompozytor, członek zespołu Cradle of Filth
  - Carolin Hingst, niemiecka lekkoatletka, tyczkarka
  - Ilan, brazylijski piłkarz
  - Petri Virtanen, fiński koszykarz
  - Krzysztof Wiłkomirski, polski judoka
- 19 września:
  - J.R. Bremer, amerykański koszykarz
  - Adrian Cann, kanadyjski piłkarz
  - Roland Fischnaller, włoski snowboardzista
  - Anthony Gardner, angielski piłkarz
  - Homare Kishimoto, japoński skoczek narciarski
  - Miroslava Knapková, czeska wioślarka
  - Meghna Naidu, indyjska aktorka
  - Sara Kiersten Quin(inne języki), kanadyjska wokalistka, gitarzystka, członkini duetu Tegan and Sara
  - Tegan Rain Quin(inne języki), kanadyjska wokalistka, gitarzystka, członkini duetu Tegan and Sara
  - Oliver Risser, namibijski piłkarz
  - Bryce Robins, japoński rugbysta pochodzenia nowozelandzkiego
  - Siergiej Ryżykow, rosyjski piłkarz, bramkarz
  - Andy Turner, brytyjski lekkoatleta, płotkarz
  - Dimitri Yachvili, francuski rugbysta pochodzenia gruzińsko-ormiańskiego
  - Jurij Zołotow, ukraiński bokser
- 20 września:
  - Mariacarla Boscono, włoska modelka
  - Łukasz Kadziewicz, polski siatkarz
  - Władimir Karpiec, rosyjski kolarz szosowy
  - Robert Koren, słoweński piłkarz
  - Gustav Larsson, szwedzki kolarz szosowy i torowy
  - Mehrzad Marashi(inne języki), niemiecki piosenkarz pochodzenia irańskiego
  - Igor Vori, chorwacki piłkarz ręczny
- 21 września:
  - Disco D, amerykański producent muzyczny (zm. 2007)
  - Robert Hoffman, amerykański aktor, tancerz, choreograf
  - Kareena Kapoor, indyjska aktorka
  - Henriette Mikkelsen, duńska piłkarka ręczna
  - Aleksa Palladino, amerykańska aktorka
  - Autumn Reeser, amerykańska aktorka
  - Tomas Scheckter, południowoafrykański kierowca wyścigowy
- 22 września – Frank Ludwig, niemiecki skoczek narciarski
- 23 września:
  - Aubrey Dollar, amerykańska aktorka
  - Şahin İmranov, azerski bokser
  - Dwight Thomas, jamajski lekkoatleta, sprinter
- 24 września:
  - Daniele Bennati, włoski kolarz szosowy
  - Sara McMann, amerykańska zapaśniczka
  - Sizwe Ndlovu, południowoafrykański wioślarz
  - Petri Pasanen, fiński piłkarz
  - Victoria Pendleton, brytyjska kolarka torowa
  - John Arne Riise, norweski piłkarz
  - Oenone Wood, australijska kolarka szosowa
- 25 września:
  - Elio Germano, włoski aktor
  - Łukasz Komoniewski, polski samorządowiec, prezydent Będzina
  - Chris Owen, amerykański aktor
  - Shūka Oyama, japońska siatkarka
  - T.I., amerykański raper, aktor
  - Nikola Žigić, serbski piłkarz
- 26 września:
  - Patrick Friesacher, austriacki kierowca wyścigowy
  - Krzysztof Gajtkowski, polski piłkarz
  - Robert Kolendowicz, polski piłkarz
  - Brooks Orpik, amerykański hokeista
  - Daniel Sedin, szwedzki hokeista
  - Henrik Sedin, szwedzki hokeista
  - Dorota Szelągowska, polska dziennikarka, scenarzystka, pisarka, projektantka wnętrz
- 27 września:
  - Elvin Beqiri, albański piłkarz
  - Michał Jurkiewicz, polski klawiszowiec, altowiolista, muzyk sesyjny, kompozytor, producent muzyczny, aranżer
  - Olivier Kapo, francuski piłkarz pochodzenia iworyjskiego
  - Sofia Mestari, francuska piosenkarka pochodzenia marokańskiego
  - Kristopher Turner, kanadyjski aktor
  - David Vandenbossche, francuski piłkarz
  - Zhang Na, chińska lekkoatletka, tyczkarka
- 28 września:
  - Bartosz Chajdecki, polski kompozytor
  - Jelena Chrustalowa, kazachska biathlonistka
  - Wiktorija Klugina, rosyjska lekkoatletka, skoczkini wzwyż
  - Maurice Smith, amerykański lekkoatleta, wieloboista
- 29 września:
  - Kinga Burza, australijska reżyserka teledysków pochodzenia polskiego
  - Răzvan Florea, rumuński pływak
  - Zachary Levi, amerykański aktor
  - Liu Yanan, chińska siatkarka
- 30 września:
  - Dante Amaral, brazylijski siatkarz
  - Christian Cantwell, amerykański lekkoatleta, kulomiot
  - Martina Hingis, szwajcarska tenisistka pochodzenia słowackiego
  - Stefan Lindemann, niemiecki łyżwiarz figurowy
  - Catharine Pendrel, kanadyjska kolarka górska
  - Guillermo Rigondeaux, kubański bokser
  - Milagros Sequera, wenezuelska tenisistka
- 1 października:
  - Phoemela Baranda, filipińska aktorka, modelka, prezenterka telewizyjna
  - Sarah Drew, amerykańska aktorka
  - Beau Hoopman, amerykański wioślarz
  - Kim-Lian, holenderska piosenkarka
  - Władimir Maleńkich, rosyjski hokeista
  - Karolina Wigura, polska socjolog, dziennikarka
- 2 października:
  - Lucas Castromán, argentyński piłkarz
  - Karen Cockburn, amerykańska gimnastyczka
  - Lorinza Harrington, amerykański koszykarz
  - Stefano Lucchini, włoski piłkarz
  - Alina Sandu, rumuńska judoczka
  - Filipe Teixeira, portugalski piłkarz
- 3 października – Mørland, norweski piosenkarz
- 4 października:
  - Mellisa Hollingsworth, kanadyjska skeletonistka
  - James Jones, amerykański koszykarz
  - Joseph P. Kennedy III, amerykański prawnik, polityk, kongresman
  - Kim Heung-su, południowokoreański skoczek narciarski, trener
  - Iuliana Nucu, rumuńska siatkarka
  - Tomáš Rosický, czeski piłkarz
  - Juan Urango, kolumbijski bokser
- 5 października – Pascal Papé, francuski rugbysta
- 6 października:
  - Stephen Carson, północnoirlandzki piłkarz
  - Arnaud Coyot, francuski kolarz szosowy (zm. 2013)
  - Jillian Fletcher, amerykańska wrestlerka
  - Michelle Guerette, amerykańska wioślarka
  - Gary Hamilton, północnoirlandzki piłkarz
  - Guðrið Hansdóttir, farerska piosenkarka, kompozytorka, autorka tekstów
  - Oksana Jakowlewa, ukraińska biathlonistka
  - Abdoulaye Méïté, iworyjski piłkarz
  - Peter Mgangira, malawijski piłkarz
  - Luis Vívenes, wenezuelski zapaśnik
- 7 października:
  - Matthieu Chalmé, francuski piłkarz
  - Edison Chen, hongkoński piosenkarz, aktor
  - Andriej Diewiatkin, rosyjski szachista
  - Jean-Marc Gaillard, francuski biegacz narciarski
  - Tafai Ioasa, nowozelandzki rugbysta, trener
  - Stanislav Ivanov, mołdawski piłkarz
  - Andriej Kaprałow, rosyjski pływak
  - Nullsleep, amerykański twórca muzyki elektronicznej
  - Ariadna Rokossowska, rosyjska dziennikarka
  - Kristján Örn Sigurðsson, islandzki piłkarz
  - Pantxi Sirieix, francuski piłkarz narodowości baskijskiej
  - Olesia Zykina, rosyjska lekkoatletka, sprinterka i biegaczka średniodystansowa
- 9 października – Filip Bobek, polski aktor
- 10 października:
  - Vlora Çitaku, kosowska polityk
  - Iwona Dorobisz, polska lekkoatletka, sprinterka
  - Chuck Eidson, amerykański koszykarz
  - Tomasz Krzyżaniak, polski perkusista
  - Julie Pomagalski, francuska snowboardzistka (zm. 2021)
- 11 października:
  - Eugen Bakumovski, niemiecki siatkarz pochodzenia ukraińskiego
  - Serge Branco, kameruński piłkarz
  - Colleen Lee, hongkońska pianistka
  - Julie McNiven, amerykańska aktorka
  - Nyron Nosworthy, jamajski piłkarz
  - Robert Christopher Riley, amerykański aktor
- 12 października:
  - Nadzieja Astapczuk, białoruska lekkoatletka, kulomiotka
  - Kim Yoo-mi, południowokoreańska aktorka
  - Ledley King, angielski piłkarz
  - Ann Wauters, belgijska koszykarka
- 13 października:
  - Steve Belford, kanadyjski aktor
  - Leandro Cunha, brazylijski judoka
  - Ashanti Douglas, amerykańska piosenkarka, producentka muzyczna, tancerka, poetka, autorka tekstów, aktorka
  - David Haye, brytyjski bokser
  - Rudy Mater, francuski piłkarz
  - Scott Parker, angielski piłkarz
- 14 października:
  - Maciej Konieczny, polski kulturoznawca, polityk, poseł na Sejm RP
  - Michał Mulawa, polski samorządowiec, wicemarszałek województwa lubelskiego
- 15 października:
  - Tom Boonen, belgijski kolarz szosowy
  - Carolina Costagrande, włoska siatkarka
  - Ana Hernández, wenezuelska zapaśniczka
  - Maciej Mielcarz, polski piłkarz, bramkarz
  - Siiri Nordin, fińska piosenkarka
- 16 października:
  - Sue Bird, amerykańska koszykarka
  - Jeremy Jackson, amerykański aktor, piosenkarz
  - Jordan Kamdżałow, bułgarski dyrygent, muzyk
  - Sérgio Pinto, niemiecki piłkarz pochodzenia portugalskiego
  - Elżbieta Tomala-Nocuń, polska dyrygentka
- 17 października:
  - Jekatierina Gamowa, rosyjska siatkarka
  - Tarell Alvin McCraney, amerykański aktor, dramaturg, scenarzysta filmowy
  - Justin Shenkarow, amerykański aktor
- 18 października:
  - Nerijus Astrauskas, litewski piłkarz
  - Johan Charpilienne, francuski kierowca wyścigowy
  - Markus Eigentler, austriacki skoczek narciarski
  - Diana Florea, rumuńska lekkoatletka, tyczkarka
  - Charles Livingstone Mbabazi, ugandyjski piłkarz
  - Maciej Miłosz, polski prawnik, sędzia Trybunału Stanu, członek PKW
  - Emilia Pietruch, polska lekkoatletka, młociarka
- 19 października:
  - José Bautista, dominikański baseballista
  - Anna-Karin Kammerling, szwedzka pływaczka
  - Rafał Kuchta, polski narciarz
  - Albert Meyong Zé, kameruński piłkarz
- 20 października:
  - Natālija Čakova, łotewska lekkoatletka, tyczkarka
  - Fabrice Jeannet, francuski szpadzista
  - Marek Krejčí, słowacki piłkarz (zm. 2007)
  - Darko Maletić, bośniacki piłkarz
  - Isabelle Sambou, senegalska zapaśniczka
  - Patrik Sinkewitz, niemiecki kolarz szosowy
- 21 października:
  - Mike Danton, kanadyjski hokeista pochodzenia polskiego
  - Cornell Glen, trynidadzko-tobagijski piłkarz
  - Kim Kardashian, amerykańska celebrytka, aktorka, modelka pochodzenia ormiańskiego
  - Romāns Naudiņš, łotewski policjant, przedsiębiorca, samorządowiec, polityk
  - Brian Pittman(inne języki), amerykański basista, członek zespołu Inhale Exhale(inne języki)
- 22 października
  - Rhys Hecox, amerykański skoczek narciarski
  - Ewa Krajewska, polska farmaceutka, urzędniczka państwowa
  - Piotr Sadowy, polski szpadzista, trener
- 24 października:
  - Matthew Amoah, ghański piłkarz
  - Paul Hawley, kanadyjski perkusista, członek zespołu Hot Hot Heat
  - Monica, amerykańska piosenkarka, autorka tekstów, aktorka
  - Adam Wiśniewski, polski piłkarz ręczny
- 25 października:
  - Michael Möllinger, szwajcarski skoczek narciarski, były reprezentant Niemiec
  - Hubert Radke, polski koszykarz, prawnik
  - Rafał Siemianowski, polski urzędnik państwowy, wiceminister
- 27 października:
  - Václav Noid Bárta, czeski piosenkarz
  - Seth Gueko, francuski raper pochodzenia włosko-rosyjskiego
  - Bartosz Huzarski, polski kolarz szosowy
  - Jerzy Mielewski, polski dziennikarz sportowy
  - Victoria Nestorowicz, kanadyjska aktorka
  - Tanel Padar, estoński piosenkarz
- 28 października:
  - Alfonso Gómez, meksykański bokser
  - Christy Hemme, amerykańska aktorka, wrestlerka
  - Agnes Obel, duńska wokalistka, pianistka
  - Natina Reed, amerykańska aktorka, raperka (zm. 2012)
  - Alan Smith, angielski piłkarz
- 29 października
  - Adam Borowicz, polski kucharz, prezenter programów kulinarnych, osobowość telewizyjna
  - Artur Ligęska, polski trener personalny, instruktor fitness, menedżer (zm. 2021)
  - Rebecca Sattin, australijska wioślarka
  - Yuki Yokosawa, japońska judoczka
- 30 października:
  - Sarah Carter, kanadyjska aktorka
  - Choi Hong-man, południowokoreański zawodnik sportów walki
  - Alicja Daniel, polska judoczka
  - Ahmed El-Sayed, egipski piłkarz
  - Małgorzata Golińska, polska leśniczka, urzędnik państwowa, poseł na Sejm RP
  - Eduard Kunc, rosyjski pianista
  - Kareem Rush, amerykański koszykarz
  - Marek Szyndrowski, polski aktor
- 31 października:
  - Samaire Armstrong, amerykańska aktorka
  - Charles Moniz, amerykański basista, perkusista
  - Eddie Kaye Thomas, amerykański aktor
- 1 listopada:
  - Ian Bakala, zambijski piłkarz
  - Anna Kerth, polska aktorka
  - Wojciech Krzak, polski muzyk, członek Kapeli ze Wsi Warszawa
  - Fərhad Vəliyev, azerski piłkarz, bramkarz
  - Adam Wiercioch, polski szpadzista
- 2 listopada:
  - Fu’ad Aït Aattou, francuski aktor, model pochodzenia marokańskiego
  - Ben Curtis, amerykański aktor, gitarzysta
  - Kim So-yeon, południowokoreańska aktorka
  - Diego Lugano, urugwajski piłkarz
  - Karin Ruckstuhl, holenderska lekkoatletka, wieloboistka i skoczkini w dal
- 3 listopada – Hans Nørgaard Andersen, duński żużlowiec
- 4 listopada:
  - Marcy Faith Behrens, amerykańska aktorka
  - Ara Hakopian, ormiański piłkarz
  - Carsten Lichtlein, niemiecki piłkarz ręczny, bramkarz
  - Tammy Mahon, kanadyjska siatkarka
  - Naïma Moutchou, francuska polityk
  - Muhammad Salimin, bahrajński piłkarz
  - Sebastián Vázquez, urugwajski piłkarz
  - Dennis de Vreugt, holenderski szachista
- 5 listopada:
  - Antonella Del Core, włoska siatkarka
  - Mahmud Dżalal, bahrajński piłkarz
  - Masako Ishida, japońska biegaczka narciarska
  - Witalij Kiktiew, ukraiński siatkarz
  - Christoph Metzelder, niemiecki piłkarz
  - Hamza Mohammed, ghański piłkarz
  - David Solórzano, nikaraguański piłkarz
  - Jordi Trias, hiszpański koszykarz narodowości katalońskiej
  - Orkun Uşak, turecki piłkarz, bramkarz
  - Tomasz Wolny, polski dziennikarz i prezenter telewizyjny
- 6 listopada:
  - Simon Cziommer, niemiecki piłkarz
  - Anri Dżochadze, gruziński piosenkarz
  - Justyna Lesman, polska lekkoatletka, biegaczka średnio- i długodystansowa
  - Aritz López, hiszpański piłkarz, trener
  - Mert Nobre, turecki piłkarz pochodzenia brazylijskiego
  - Bartosz Porczyk, polski aktor
  - Damani Ralph, jamajski piłkarz
  - Marcin Walenczykowski, polski gitarzysta, kompozytor, multiinstrumentalista (zm. 2018)
- 7 listopada:
  - Sergio Almirón, argentyński piłkarz
  - Shannon Bahrke, amerykańska narciarka dowolna
  - Silvia Berger, austriacka narciarka alpejska
  - Katarzyna Białkowska, polska judoczka
  - Gervasio Deferr, hiszpański gimnastyk
  - Gela Saghiraszwili, gruziński zapaśnik
  - Alexandra Salmela, słowacka i fińska pisarka
  - Chaïne Staelens, holenderska siatkarka
  - Kim Willoughby, amerykańska siatkarka, koszykarka
- 8 listopada:
  - Roman Archipow, rosyjski siatkarz
  - Sebastián Battaglia, argentyński piłkarz
  - Joanna Drozda, polska aktorka
  - Luís Fabiano, brazylijski piłkarz
  - Julian Garcia-Torres, hiszpański siatkarz
  - Mohamed Gholam, katarski piłkarz
  - Juan José Gómez, salwadorski piłkarz, bramkarz
  - Diomansy Kamara, senegalski piłkarz
  - Máximo, meksykański luchador
  - Hilarion (Procyk), ukraiński biskup prawosławny
- 9 listopada:
  - Martín Ligüera, urugwajski piłkarz
  - Dominique Maltais, kanadyjska snowboardzistka
  - Benson Mhlongo, południowoafrykański piłkarz
  - Krzysztof Pilarz, polski piłkarz, bramkarz
  - Ben Rutledge, kanadyjski wioślarz
- 10 listopada:
  - Troy Bell, amerykański koszykarz
  - Wilhelm Denifl, austriacki narciarz alpejski
  - Anna Fojudzka, polska szachistka
  - Nicole Joraanstad, amerykańska curlerka
  - Andreas Prommegger, austriacki snowboardzista
- 11 listopada:
  - Papa Malick Ba, senegalski piłkarz
  - Lobke Berkhout, holenderska żeglarka sportowa
  - Teddy Dunn, amerykański aktor
  - Jewgienij Fiodorow, rosyjski hokeista
  - Ahmed al-Haznawi, saudyjski terrorysta (zm. 2001)
  - Nenad Kovačević, serbski piłkarz
  - Dick Lövgren, szwedzki muzyk, kompozytor
  - Alex Mann, niemiecki bobsleista
  - Wojciech Wojtarowicz, polski hokeista
- 12 listopada:
  - Ines Ajanović, serbska koszykarka
  - Isabellah Andersson, szwedzka lekkoatletka, biegaczka długodystansowa pochodzenia kenijskiego
  - Roda Antar, libański piłkarz
  - Jimmy Clabots, amerykański aktor, model, producent filmowy pochodzenia kubańsko-hiszpańskiego
  - Nur Fettahoğlu, turecka aktorka, prezenterka telewizyjna, projektantka mody
  - Ryan Gosling, kanadyjski aktor, reżyser, scenarzysta, muzyk
  - Héctor Mancilla, chilijski piłkarz
  - Rémo Meyer, szwajcarski piłkarz
  - Anita Molcik, austriacka kolarka górska i BMX
  - Gustaf Skarsgård, szwedzki aktor
- 13 listopada:
  - Monique Coleman, amerykańska aktorka, piosenkarka
  - Benjamin Darbelet, francuski judoka
  - Marianela Garbari, argentyńska siatkarka
  - François-Louis Tremblay, kanadyjski łyżwiarz szybki, specjalista short tracku
  - Miloš Vujanić, serbski koszykarz
- 14 listopada:
  - Randall Bal, amerykański pływak
  - Matthew Brann, kanadyjski perkusista
  - Carlos Cabezas, hiszpański koszykarz
  - Krzysztof Cichy, polski fizyk, wykładowca akademicki
  - Nicolas Lopez, francuski szablista
  - Vanesa Martín, hiszpańska piosenkarka, kompozytorka
  - Nina Wörz, niemiecka piłkarka ręczna
- 15 listopada:
  - Mo’onia Gerrard, australijska netbalistka
  - Paweł Jędrzejczyk, polski zawodnik muay thai i kick-boxingu
- 16 listopada:
  - Moris Carrozzieri, włoski piłkarz
  - Germán Gabriel, hiszpański koszykarz, trener
  - Carol Huynh, kanadyjska zapaśniczka
  - Sebastian Kulczyk, polski przedsiębiorca
  - Orlando Salido, meksykański bokser
  - Eric Swalwell, amerykański polityk, kongresman ze stanu Kalifornia
- 17 listopada:
  - Ricky van den Bergh, holenderski piłkarz
  - Michaił Czipurin, rosyjski piłkarz ręczny
  - Gethin Jenkins, walijski rugbysta
  - Karina Mora, meksykańska aktorka
  - Seyi Olajengbesi, nigeryjski piłkarz
  - Katarzyna Osos, polska prawnik, polityk, wojewoda lubuski, poseł na Sejm RP
  - Vrčak, macedoński piosenkarz, kompozytor
- 18 listopada:
  - Iwan Czeriezow, rosyjski biathlonista
  - François Duval, belgijski kierowca rajdowy
  - Hamza al-Ghamdi, saudyjski terrorysta (zm. 2001)
  - Lisa Harriton, amerykańska pianistka, keyboardzistka
  - Richard Limo, kenijski lekkoatleta, długodystansowiec
  - Emanuel Sandhu, kanadyjski łyżwiarz figurowy
  - Christian Zeitz, niemiecki piłkarz ręczny
- 19 listopada:
  - Wera Czawdarowa, bułgarska lekkoatletka, tyczkarka
  - Jesper Hansen, duński strzelec sportowy
  - Jewhenij Jenin, ukraiński polityk, prawnik i dyplomata (zm. 2023)
  - Yipsi Moreno, kubańska lekkoatletka, młociarka
  - Vladimir Radmanović, serbski koszykarz
  - Narcisse Yaméogo, burkiński piłkarz
- 20 listopada:
  - Dilnaz Achmadijewa, kazachska aktorka, piosenkarka pochodzenia ujgurskiego
  - Eiko Koike, japońska aktorka, modelka
  - Poonsawat Kratingdaenggym, tajski bokser
  - Martina Suchá, słowacka tenisistka
- 21 listopada – Olav Magne Dønnem, norweski skoczek narciarski
- 22 listopada:
  - Piotr Jurkowski, polski rugbysta
  - Peer Kluge, niemiecki piłkarz
  - Sabrina Lefrançois, francuska łyżwiarka figurowa
  - Edyta Lewandowska, polska lekkoatletka, biegaczka długodystansowa
  - Jarosław Rybakow, rosyjski lekkoatleta, skoczek wzwyż
  - Natalija Tobias, ukraińska lekkoatletka, biegaczka średniodystansowa
- 23 listopada:
  - Paul Malignaggi, amerykański bokser
  - Jonathan Papelbon, amerykański baseballista
  - Kirk Penney, nowozelandzki koszykarz
  - Katarzyna Rosłaniec, polska reżyserka i scenarzystka filmowa
  - Dino Toppmöller, niemiecki piłkarz, trener
- 24 listopada:
  - Hassan Alla, marokański piłkarz
  - Emily Freeman, brytyjska lekkoatletka, sprinterka
  - Mateusz Młodzianowski, polski aktor
  - Beth Phoenix, amerykańska wrestlerka
  - Branko Radivojevič, słowacki hokeista pochodzenia serbskiego
  - Lyndon Rush, kanadyjski bobsleista
  - Johnny Spillane, amerykański narciarz, specjalista kombinacji norweskiej
  - Brian Viloria, amerykański bokser pochodzenia filipińskiego
- 25 listopada:
  - Aleen Bailey, jamajska lekkoatletka, sprinterka
  - Aaron Mokoena, południowoafrykański piłkarz
  - Adrian Penland, amerykański koszykarz
  - Licia Troisi, włoska pisarka
- 27 listopada:
  - Francesco Chicchi, włoski kolarz szosowy
  - Stephanie Cullen, brytyjska wioślarka
  - Christina Fusano, amerykańska tenisistka
  - Hugo Garay, argentyński bokser
  - Loes Gunnewijk, holenderska kolarka szosowa, torowa i przełajowa
  - Władimir Małachow, rosyjski szachista
  - Evi Sachenbacher-Stehle, niemiecka biegaczka narciarska, biathlonistka
- 28 listopada:
  - Ondřej Klášterka, czeski kompozytor, producent muzyczny, multiinstrumentalista, autor tekstów, członek zespołów: Stíny Plamenů, Umbrtka, Trollech, War for War, Quercus
  - Ivo Klec, słowacki tenisista
  - Dariusz Kmiecik, polski dziennikarz (zm. 2014)
  - Tomasz Kowal, polski strongman
  - Jana Panowa, kirgiska zapaśniczka
  - Stuart Taylor, angielski piłkarz, bramkarz
- 29 listopada:
  - Izabela Bełcik, polska siatkarka
  - Chun Jung-myung, południowokoreański aktor
  - Mārtiņš Cipulis, łotewski hokeista
  - Janina Gavankar, amerykańska aktorka, wokalistka, muzyk pochodzenia holendersko-indyjskiego
  - Hreiðar Guðmundsson, islandzki piłkarz ręczny
  - Zbyněk Irgl, czeski hokeista
  - Justyna Karolkiewicz, polska lekkoatletka, sprinterka
  - Maria Konarowska, polska aktorka
  - Óscar McFarlane, panamski piłkarz, bramkarz
- 30 listopada:
  - Jamie Ashdown, angielski piłkarz, bramkarz
  - Jason Estrada, amerykański bokser
  - Sido, niemiecki raper
  - Sally Roberts, amerykańska zapaśniczka
  - Shane Victorino, amerykański baseballista
- 1 grudnia:
  - Ahmed Abdel-Ghani, egipski piłkarz
  - Kerry Baptiste, trynidadzko-tobagijski piłkarz
  - Seb Dance, brytyjski polityk, eurodeputowany
  - Rolf Hermann, niemiecki piłkarz ręczny
  - Kim Yun-mi, południowokoreańska łyżwiarka szybka, specjalistka short tracku
  - Tomáš Kmeť, słowacki siatkarz
  - Ján Laco, słowacki hokeista, bramkarz
  - Nikola Manojlović, serbski piłkarz ręczny
  - Roger Peterson, holenderski piosenkarz, autor tekstów
  - Mubarak Hassan Shami, katarski lekkoatleta, maratończyk pochodzenia kenijskiego
- 3 grudnia:
  - Rafał Antoniewski, polski szachista
  - Iulian Apostol, rumuński piłkarz
  - Mikołaj (Aszymow), rosyjski biskup prawosławny
  - Jurij Buchało, ukraińsko-polski rugbysta
  - Anna Chlumsky, amerykańska aktorka
  - Fabio Coltorti, szwajcarski piłkarz, bramkarz
  - Jenna Dewan, amerykańska tancerka, aktorka
  - Zlata Filipović, bośniacka pisarka, producentka filmów dokumentalnych
  - Nicoleta Manu, rumuńska siatkarka
- 4 grudnia:
  - Tuğba Palazoğlu, turecka koszykarka
  - Piotr Kołodziejczyk, polski samorządowiec, wicewojewoda śląski, starosta myszkowski
  - Sergio Mora, amerykański bokser, mistrz świata
- 5 grudnia:
  - Ekrem Dağ, austriacki piłkarz pochodzenia tureckiego
  - Tamara Feldman, amerykańska aktorka pochodzenia indiańsko-meksykańskiego
  - Javier Gandolfi, meksykański piłkarz pochodzenia włoskiego
  - Cherry Healey, brytyjska dziennikarka i prezenterka telewizyjna
  - Gülden Kuzubaşıoğlu, turecka siatkarka
  - Dawn Landes, amerykańska piosenkarka, autorka piosenek
  - Ibrahim Maalouf, libański trębacz jazzowy, kompozytor, aranżer
  - Fabrizio del Monte, włoski kierowca wyścigowy
  - Jessica Paré, kanadyjska aktorka, piosenkarka
- 6 grudnia:
  - Ołeksandr Chmil, ukraiński hokeista i trener (zm. 2023)
  - Cindy Crawford, amerykańska aktorka pornograficzna
  - Evelyn, szwajcarska piosenkarka
  - Stephen Lovell, angielski piłkarz
  - Carlos Takam, francuski bokser pochodzenia kameruńskiego
- 7 grudnia – John Terry, angielski piłkarz
- 9 grudnia
  - Anna Wojciuk, polska politolog, doktor nauk społecznych
  - Anna Żabska, polska prawnik, wojewoda dolnośląski
- 10 grudnia – Rémi Santiago, francuski skoczek narciarski
- 11 grudnia:
  - Marit Fiane Christensen, norweska piłkarka
  - Anil Mann, indyjski zapaśnik
  - Savo Pavićević, czarnogórski piłkarz
- 13 grudnia:
  - Małgorzata Jurkowska, polska koszykarka, trenerka
  - Alan Alborn, amerykański skoczek narciarski
  - Anna Giordano Bruno, włoska lekkoatletka, tyczkarka
  - Becky Holliday, amerykańska lekkoatletka, tyczkarka
  - Wioletta Potępa, polska lekkoatletka, dyskobolka i kulomiotka
  - Agnieszka Włodarczyk, polska aktorka, piosenkarka
  - Ołżas Bektenow, kazachski polityk
- 14 grudnia:
  - Mehdi Abid Charef, algierski sędzia piłkarski
  - Frankie J, amerykański piosenkarz pochodzenia meksykańskiego
  - Marika, polska piosenkarka, autorka tekstów, dziennikarka radiowa
  - Karim Mayfield, amerykański bokser
  - Didier Zokora, iworyjski piłkarz
- 15 grudnia:
  - Annalena Baerbock, niemiecka polityk
  - Max Birbraer, izraelski hokeista
  - Wiaczesław Czeczer, ukraiński piłkarz
  - Seryk Jeleuow, kazachski bokser
  - Ji Mingyi, chiński piłkarz
  - Sergio Pizzorno, brytyjski muzyk, członek zespołu Kasabian[5]
  - Fredrik Risp, szwedzki piłkarz
  - Alexandra Stevenson, amerykańska tenisistka
- 16 grudnia – Daito Takahashi, japoński kombinator norweski
- 17 grudnia:
  - Suzy Batkovic-Brown, australijska koszykarka pochodzenia chorwackiego
  - Jan Chvojka, czeski prawnik, samorządowiec, polityk
  - Ronald García, boliwijski piłkarz
  - Ryan Hunter-Reay, amerykański kierowca wyścigowy
  - Sven Paris, włoski bokser
  - Petra Ujhelyi, węgierska koszykarka
  - Michał Zieniawa, polski judoka
- 18 grudnia:
  - Christina Aguilera, amerykańska piosenkarka, autorka tekstów, aktorka
  - Simon Andersson, szwedzki basista
  - Marel Baldvinsson, islandzki piłkarz
  - Marian Drăgulescu, rumuński gimnastyk
  - Wojciech Kozub, polski wspinacz (zm. 2011)
  - Juciely Silva, brazylijska siatkarka
- 19 grudnia:
  - Tomasz Barański, polski tancerz, choreograf
  - Fabian Bourzat, francuski łyżwiarz figurowy
  - Jake Gyllenhaal, amerykański aktor
  - Chris Haslam, amerykański skater
  - Mio Hasselborg, szwedzka curlerka
  - Desy Margawati, indonezyjska lekkoatletka, tyczkarka
  - Fernanda Oliveira, brazylijska żeglarka sportowa
  - Ibrahim Sekagya, ugandyjski piłkarz
  - Marla Sokoloff, amerykańska aktorka
  - Ryan Wilson, amerykański lekkoatleta, płotkarz
- 20 grudnia:
  - Ashley Cole, angielski piłkarz
  - Chris Edwards, brytyjski basista, członek zespołu Kasabian[6]
- 21 grudnia:
  - Rita Borbás, węgierska piłkarka ręczna
  - Stefan Liv, szwedzki hokeista, bramkarz pochodzenia polskiego (zm. 2011)
  - Ricardo Mello, brazylijski tenisista
- 22 grudnia:
  - Chris Carmack, amerykański aktor, muzyk i zawodnik MMA
  - Emanuela Felici, sanmaryńska strzelczyni
  - Grzegorz Tkaczyk, polski piłkarz ręczny, reprezentant Polski
  - Marcus Haislip, amerykański koszykarz
- 23 grudnia:
  - Hałyna Jefremenko, ukraińska łyżwiarka figurowa
  - Jelena Škerović, czarnogórska koszykarka
  - Jacek Woźniak, polski perkusista, członek zespołu Farba
- 24 grudnia:
  - Jeorjos Achileos, cypryjski strzelec sportowy
  - Stephen Appiah, ghański piłkarz
  - Cassidey, amerykańska aktorka pornograficzna
  - Amandine Homo, francuska lekkoatletka, tyczkarka
  - Maarja-Liis Ilus, estońska piosenkarka
  - Piotr Polak, polski aktor
- 25 grudnia:
  - Joanna Angel, amerykańska aktorka pornograficzna
  - Reika Hashimoto, japońska modelka, aktorka
  - Blaženko Lacković, chorwacki piłkarz ręczny
  - Raman Piatruszenka, białoruski kajakarz
  - Daniel Quaye, ghański piłkarz
- 27 grudnia:
  - Cesaro, szwajcarski wrestler
  - Alberto Fernández, hiszpański piłkarz
  - Cas Haley, amerykański gitarzysta, wokalista
  - Dahntay Jones, amerykański koszykarz
  - Radovan Pekár, słowacki piłkarz ręczny
  - Elizabeth Rodriguez, amerykańska aktorka pochodzenia portorykańskiego
- 28 grudnia:
  - Katarzyna Durak, polska lekkoatletka, biegaczka długodystansowa
  - Vanessa Ferlito, amerykańska aktorka pochodzenia włoskiego
  - Diego Junqueira, argentyński tenisista
  - Chintu Kampamba, zambijski piłkarz
  - Mário Pečalka, słowacki piłkarz
  - Nikodem (Pustowhar), ukraiński biskup prawosławny
  - Piotr Sieklucki, polski aktor, reżyser teatralny
  - Ryta Turawa, białoruska lekkoatletka, chodziarka
  - Witold Zembaczyński, polski przedsiębiorca, samorządowiec, polityk, poseł na Sejm RP
- 29 grudnia:
  - Yvonne Bönisch, niemiecka judoczka
  - Marc Botenga, belgijski polityk
  - Eerik Jago, estoński siatkarz
  - Jori Mørkve, norweska biathlonistka
  - Dorus de Vries, holenderski piłkarz, bramkarz
- 30 grudnia:
  - Henry Domercant, amerykański koszykarz
  - Eliza Dushku, amerykańska aktorka pochodzenia albańsko-duńskiego
  - Didier Ilunga-Mbenga, belgijski koszykarz pochodzenia kongijskiego
  - Katarzyna Mroczkowska, polska siatkarka
  - James Omondi, kenijski piłkarz
  - Bamlak Tessema Weyesa, etiopski sędzia piłkarski
- 31 grudnia:
  - Agnieszka Hałas, polska pisarka fantasy
  - Mohamed Kaboré, burkiński piłkarz, bramkarz
  - Richie McCaw, nowozelandzki rugbysta
  - Onil, polski raper (zm. 2011)
  - Fumie Suguri, japońska łyżwiarka figurowa

- dokładna data nie znana – Adam Tuchliński, polski fotograf portretowy, dokumentalista, fotoreporter, członek ZPAF
- dokładna data nie znana – Agnieszka Kacprzyk, polska pisarka
- dokładna data nie znana – Agnieszka Łakoma, polska artystka sztuk wizualnych, graficzka, malarka, autorka instalacji przestrzennych i obiektów

## Zdarzenia astronomiczne
- 16 lutego – całkowite zaćmienie Słońca
- 10 sierpnia – obrączkowe zaćmienie Słońca

## Nagrody Nobla
- z fizyki – James Watson Cronin, Val Logsdon Fitch
- z chemii – Paul Berg, Walter Gilbert, Frederick Sanger
- z medycyny – Baruj Benacerraf, Jean Dausset, George Snell
- z literatury – Czesław Miłosz
- nagroda pokojowa – Adolfo Pérez Esquivel
- z ekonomii – Lawrence Klein

## Święta ruchome
- Tłusty czwartek: 14 lutego
- Ostatki: 19 lutego
- Popielec: 20 lutego
- Niedziela Palmowa: 30 marca
- Pamiątka śmierci Jezusa Chrystusa: 31 marca
- Wielki Czwartek: 3 kwietnia
- Wielki Piątek: 4 kwietnia
- Wielka Sobota: 5 kwietnia
- Wielkanoc: 6 kwietnia
- Poniedziałek Wielkanocny: 7 kwietnia
- Wniebowstąpienie Pańskie: 15 maja
- Zesłanie Ducha Świętego: 25 maja
- Boże Ciało: 5 czerwca